# Deutsches Rotes Kreuz

Deutsches Rotes Kreuz – Rundlogo

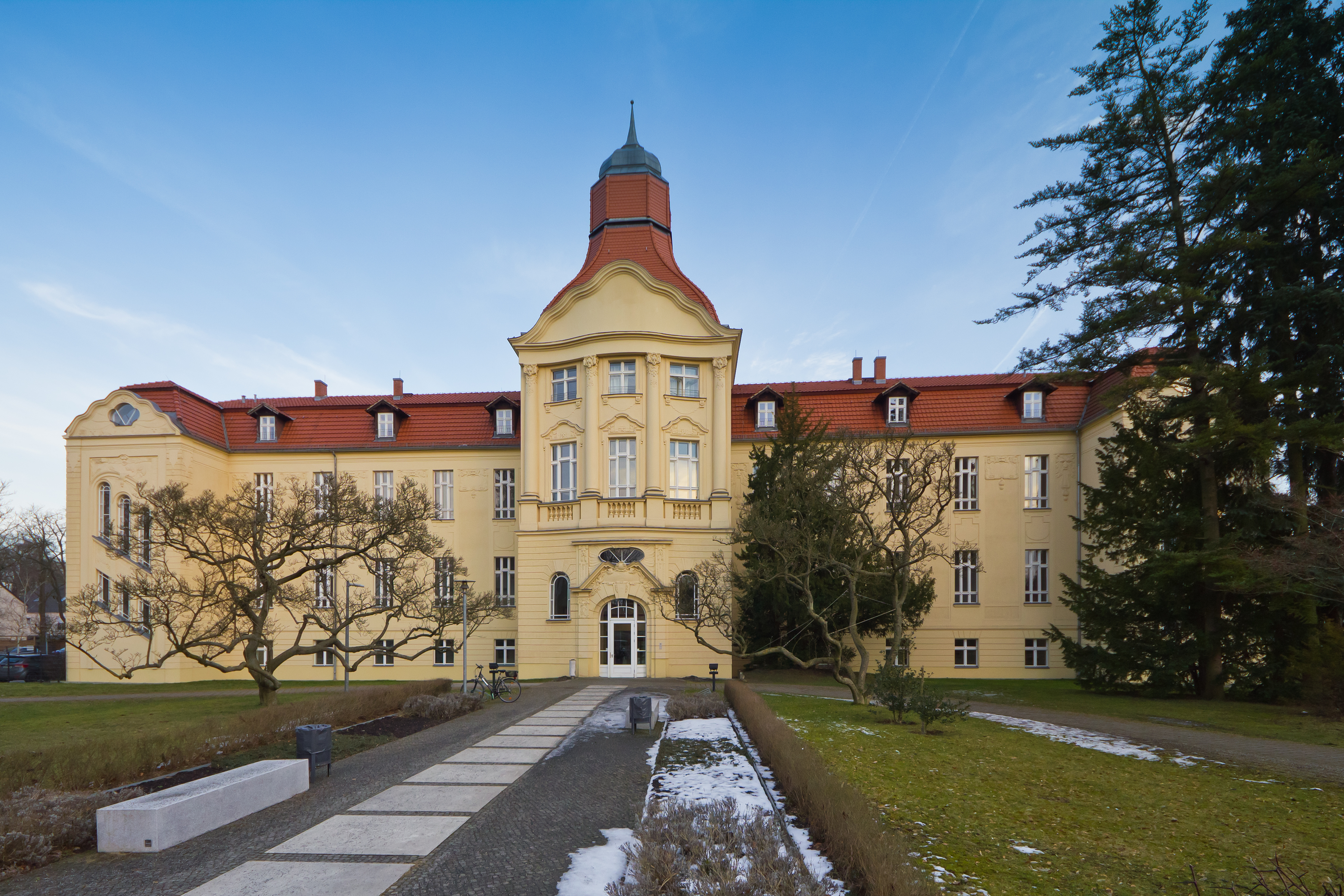
DRK-Generalsekretariat im ehemaligen Rittberg-Krankenhaus

Das Deutsche Rote Kreuz e. V. (DRK) ist nach den Genfer Abkommen die nationale Rotkreuz-Gesellschaft in Deutschland und als solche Teil der Internationalen Rotkreuz- und Rothalbmond-Bewegung. Der Hauptsitz ist in Berlin-Lichterfelde. Das DRK ist, als einer der großen Wohlfahrtsverbände in Deutschland, Spitzenverband der Freien Wohlfahrtspflege.

## Grundsätze
Das Deutsche Rote Kreuz handelt nach den Sieben Grundsätzen der Internationalen Rotkreuz- und Rothalbmondbewegung. Die Grundsätze wurden von der XX. Internationalen Rotkreuzkonferenz 1965 in Wien proklamiert.
Die sieben Grundsätze sind:
- Menschlichkeit
- Unparteilichkeit
- Neutralität
- Unabhängigkeit
- Freiwilligkeit
- Einheit
- Universalität

## Aufgaben und Selbstverständnis

### Zivil- und Katastrophenschutz

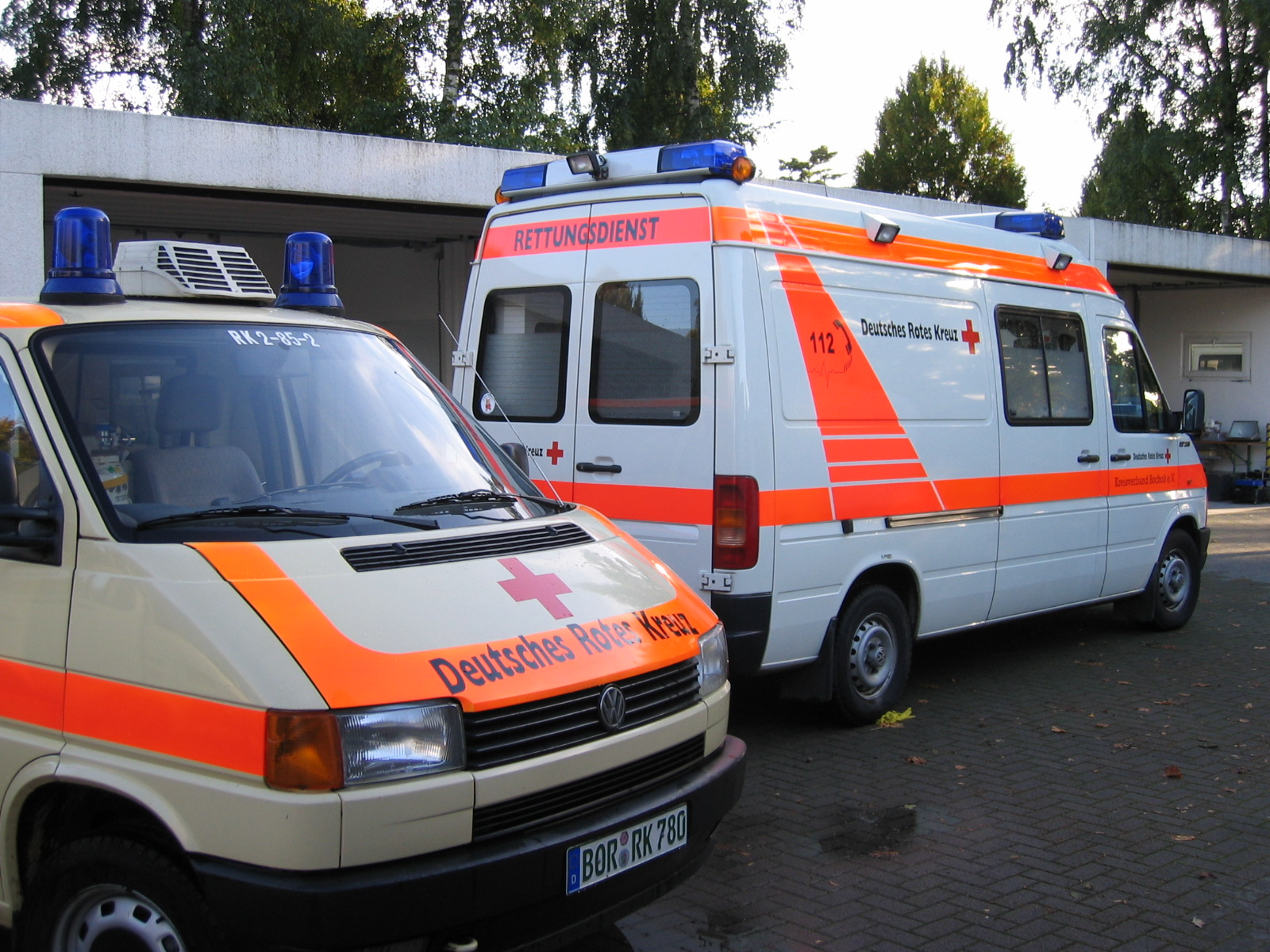
DRK-Einsatzfahrzeuge

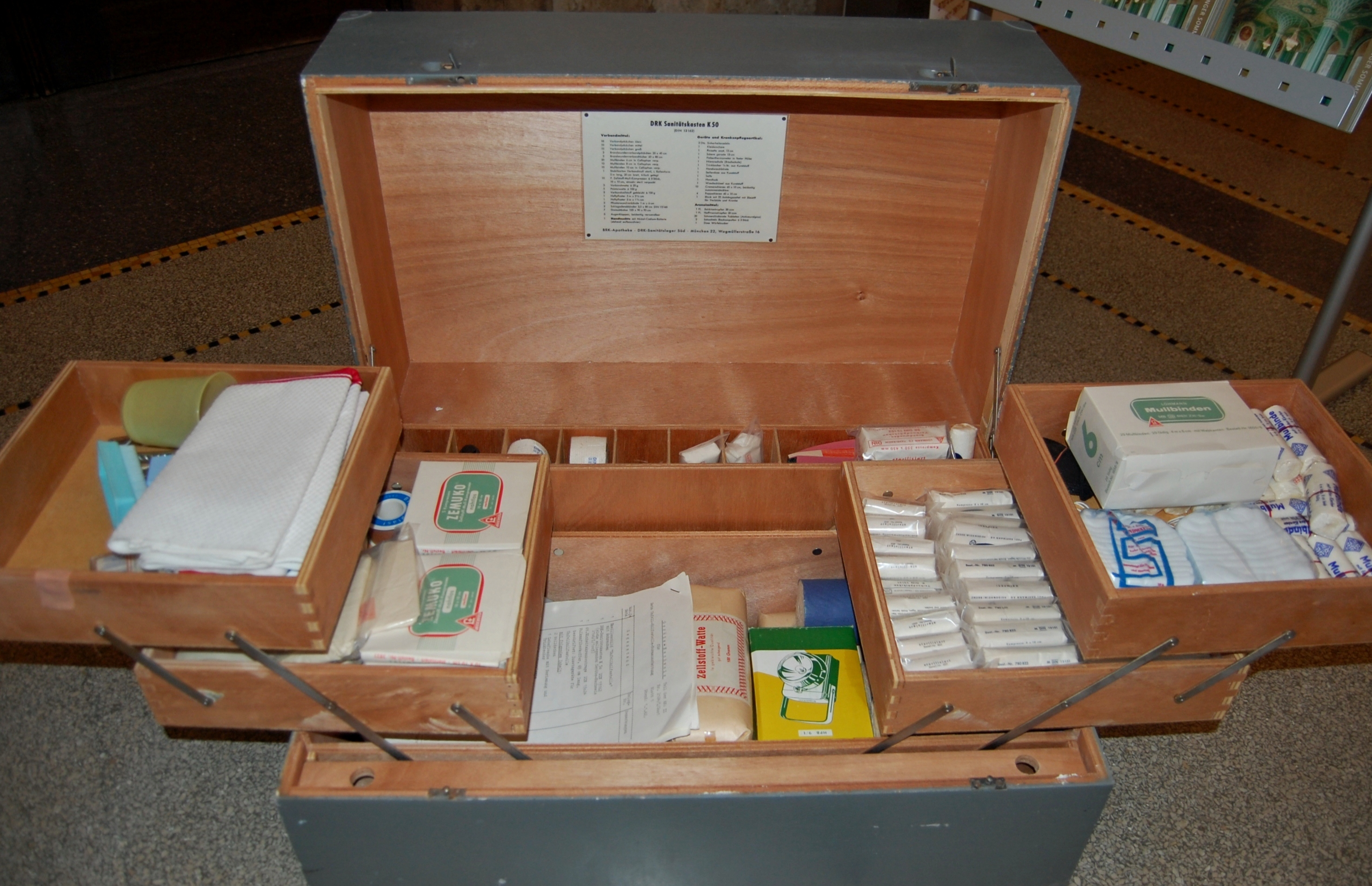
Alter DRK-Sanitätskasten K50

Das Rote Kreuz beteiligt sich in Deutschland am Zivil- und Katastrophenschutz, indem es Personal aus den örtlichen Bereitschaften sowie Fahrzeuge und Material stellt. Im Katastrophenfall hat sich das DRK verpflichtet, alle verfügbaren Helfer und alles Material einzusetzen, also nicht nur die von Bund und Ländern zugewiesenen Fahrzeuge/Material. Die Ausbildungen in den Rotkreuz-Bereitschaften umfassen neben den Ausbildungen für Zwecke wie Blutspende- und Sanitätswachdienste auch Ausbildungen, die dem Katastrophenschutz zuzuordnen sind, diese gliedern sich in eine umfassende Grundausbildung und eine spezielle Fachdienstausbildung. Die Mitarbeit im Katastrophenschutz ist landesspezifisch unterschiedlich. So gibt es zum Beispiel Hilfszüge, die regional aufgestellt sind, Einsatzeinheiten, die kreisweit aufgestellt sind, sowie diverse Schnelleinsatzgruppen, die sich zum Teil nur aus örtlichen Kräften, zum Teil aber auch regional zusammensetzen. All diese Einheiten sind jedoch bundesweit sowie in EU-grenznahen Gebieten auch international einsetzbar.

### Wohlfahrts- und Sozialarbeit

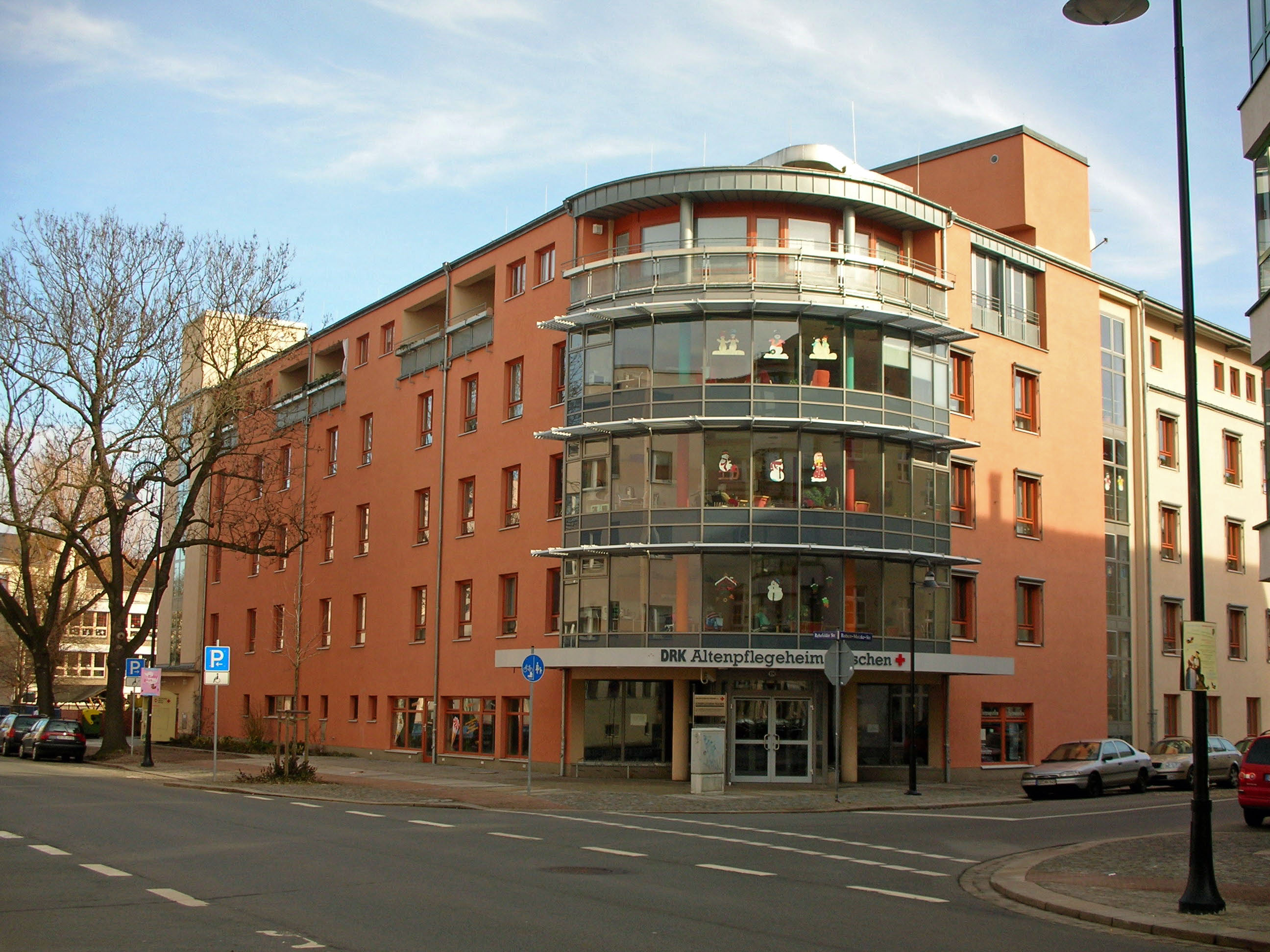
DRK-Altenpflegeheim Pieschen in Dresden

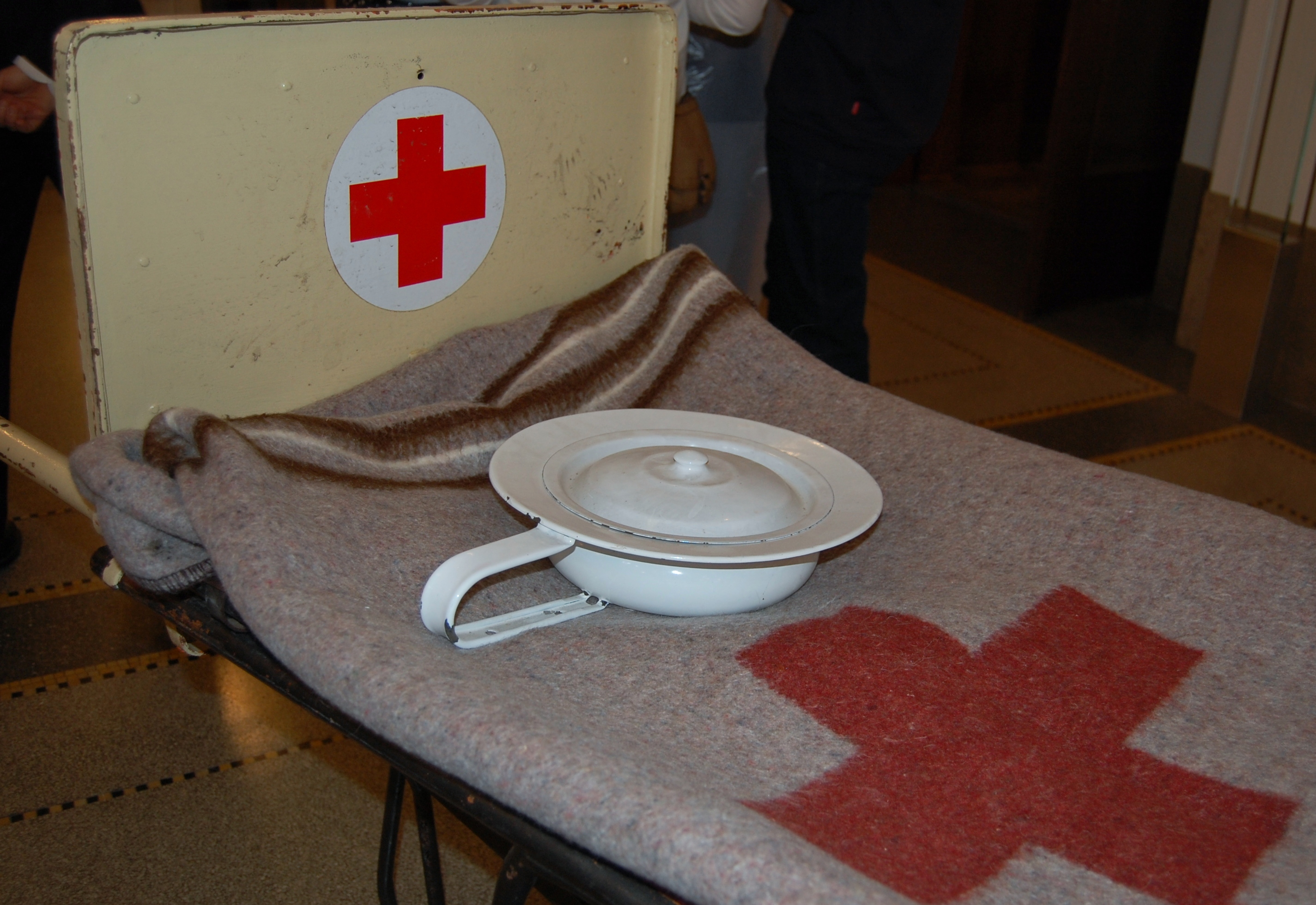
Krankenhausbett des DRK (um 1900)

Das Deutsche Rote Kreuz ist anerkannter Spitzenverband der Freien Wohlfahrtspflege und mit seinen Einrichtungen, Angeboten und Diensten bundesweit in allen Feldern der Wohlfahrts- und Sozialarbeit sowohl mit ehrenamtlich als auch hauptamtlich Tätigen aktiv. Das DRK nimmt in seiner anwaltschaftlichen Funktion die Interessenvertretung der schwächsten und verletzlichsten Bevölkerungsgruppen (most vulnerable) wahr.

#### Selbstanspruch
In allen Feldern der Wohlfahrts- und Sozialarbeit ist das DRK aufgrund seines Selbstverständnisses und seiner Grundsätze verpflichtet, seine ihm in Form von Spenden oder öffentlichen Zuwendungen zur Verfügung gestellten Mittel wohlfahrtspflegerisch effektiv und wirtschaftlich effizient einzusetzen. Dies erfordert eine permanente Anpassung seiner Strukturen und Prozesse an aktuelle Anforderungen und Bedingungen sowie die Entwicklung eigener Konzepte, die zu erwartende soziale und gesellschaftliche Veränderungen antizipieren und das DRK auf neue Herausforderungen vorbereiten. Die DRK-Wohlfahrts- und Sozialarbeit setzt das sozialstaatliche Subsidiaritätsprinzip fort, indem es – soweit es möglich ist – Hilfe zur Selbsthilfe leistet und damit Selbstständigkeit und Verantwortung fördert.

#### Aufgaben
Die Wohlfahrts- und Sozialarbeit des DRK setzt die Aufgaben um, die sich das DRK in seiner Satzung gestellt hat, namentlich
- die Verhütung und Linderung menschlicher Leiden, die sich aus Krankheit, Verletzung, Behinderung oder Benachteiligung ergeben;
- die Förderung der Gesundheit, der Wohlfahrt und der Bildung;
- die Förderung der Arbeit mit Kindern und Jugendlichen;
- die Verbreitung von Kenntnissen über das humanitäre Völkerrecht und über
- die Grundsätze und Ideale der Internationalen Rotkreuz- und Rothalbmondbewegung.

Ergänzend wirkt die Wohlfahrts- und Sozialarbeit des DRK auf die Zielerreichung der aktuellen DRK-Strategie „Menschen helfen, Gesellschaft gestalten“ hin.
Auf der Bundesebene werden in enger Kooperation mit den neunzehn DRK-Landesverbänden sowie dem Verband der Schwesternschaften vom Deutschen Roten Kreuz alle Fragen der Sozial- und Wohlfahrtsarbeit des DRK analysiert und bearbeitet sowie alle damit verbundenen Aufgaben wahrgenommen:
- die anwaltschaftliche Interessenvertretung auf Bundesebene und gegenüber der EU
- die Beratung der DRK-Mitgliedsverbände und die Qualifizierung der Führungs- und Fachkräfte durch Angebote der Fort- und Weiterbildung
- die Erschließung und Einwerbung von Finanzmitteln aus den Haushalten der EU und des Bundes sowie von Dritt- und Eigenmitteln zur Finanzierung von Daueraufgaben und innovativen Pilotprojekten
- die Gewährleistung, dass alle Angebote des DRK mit den Gemeinden und anderen Institutionen kooperieren, da diese Teil des sozialen Nahraums sind. Dadurch wird auch sichergestellt, dass die örtlichen Ressourcen genutzt, frühzeitig Handlungsbedarf erkannt und bedarfsgerechte Hilfen angeboten werden.
- Vertretung des DRK in der Bundesarbeitsgemeinschaft der Freien Wohlfahrtspflege, im Deutschen Verein für öffentliche und private Fürsorge und in vielen weiteren Fachverbänden.[6]

Fachlich ist die Wohlfahrts- und Sozialarbeit dem Bereich Jugend und Wohlfahrtspflege zugeordnet und untergliedert sich in die Arbeitsgebiete:
- Kinder-, Jugend- und Familienhilfe
- Altenhilfe und Gesundheitsförderung
- Wohlfahrtspflege und soziales Engagement
- Migration, Interkulturelle Öffnung und Inklusion
- Deutsches Jugendrotkreuz

##### Kinder-, Jugend- und Familienhilfe
Die Kinder-, Jugend- und Familienhilfe ist Teil der Wohlfahrts- und Sozialarbeit des DRK. Das DRK ist in allen Feldern der Kinder-, Jugend- und Familienhilfe aktiv. Als auf Bundesebene zusammengeschlossener Verband der Freien Wohlfahrtspflege ist das DRK anerkannter Träger der freien Jugendhilfe gemäß § 75 SGB VIII. Das DRK nimmt auf Bundesebene die zentralen Aufgaben im Bereich des Kinder- und Jugendplan des Bundes und der Familienförderung wahr und regt mit bundesweiten Modellprojekten fachliche Entwicklungen an.
In der Kinder-, Jugend- und Familienhilfe stellt es
- 1.406 Kindertageseinrichtungen mit rund 100.000 Mädchen und Jungen
- 70 Einrichtungen zur Heimerziehung für 2.000 Kinder und Jugendliche und für ca. 5.000 Kinder und Jugendliche Ambulante Hilfen zur Erziehung
- 50 Schwangeren- und Familienberatungsstellen, mit jährlich 70 000 beratenen Ratsuchenden
- Angebote der Familienbildung für jährlich 45.000 Mütter und Väter
- 200 Einrichtungen der Jugendsozialarbeit in Schulen, Jugendhäusern, in der Jugendberufshilfe oder als Streetwork[8]

##### Altenhilfe und Gesundheitsförderung
Die Altenhilfe und die Gesundheitsförderung sind Teil der Wohlfahrts- und Sozialarbeit des DRK. Auf der Bundesebene wird die Altenhilfe sowie die Gesundheitsförderung strategisch weiterentwickelt, fachpolitische Stellungnahmen und Grundsatzpositionen erarbeitet und bewertet sowie die Mitgliedsverbände bei der Umsetzung unterstützt.
In der Altenhilfe vereint das DRK
- mehr als 500 stationäre Pflegeeinrichtungen mit rund 40.000 Plätzen
- mehr als 500 ambulante Pflegedienste
- 532 Hausnotruf-Dienste
- 370 Mahlzeitendienste
- 35 Altenpflegeschulen[8]

##### Wohlfahrtspflege und soziales Engagement
Die Grundlagen der Wohlfahrtspflege, das soziale Ehrenamt und die Freiwilligendienste sind Teil der Wohlfahrts- und Sozialarbeit des DRK. Auf der Bundesebene werden Grundsatzthemen der Wohlfahrtsarbeit auf nationaler und europäischer Ebene bearbeitet und bewertet. Zudem werden die Mitgliedsverbände bei der Gewinnung und beim Einsatz von Freiwilligen und Ehrenamtlichen beraten.
Im Bereich der Freiwilligendienste stellt das DRK bereit:
- rund 11.500 Plätze im Freiwilligen Sozialen Jahr
- rund 2.800 Plätze im Bundesfreiwilligendienst
- rund 430 Plätze in den Internationalen Freiwilligendiensten

In der Wohlfahrts- und Sozialarbeit engagieren sich
- mehr als 20.000 Menschen ehrenamtlich, vor allem für Kinder, für geflüchtete Menschen, für ältere Menschen und Menschen in sozialen oder persönlichen Notlagen.
- Sie leisten ehrenamtliche Hilfe, indem sie sich zum Beispiel in der Kindertagesbetreuung, in Besuchsdiensten oder Kleiderläden engagieren,
- Flüchtlinge willkommen heißen und sie darin unterstützen, sich im Alltag zurechtzufinden,
- Gymnastik, Tanzen, Yoga, Wassergymnastik und Tagesausflüge anbieten und damit über 300.000 Menschen wöchentlich erreichen,
- Menschen in ihrem letzten Lebensabschnitt begleiten,
- Menschen mit Demenz in Gruppen oder zu Hause betreuen,
- junge Eltern durch Babysitterdienste entlasten,
- als Paten bildungsbenachteiligte Jugendliche beim Übergang von der Schule in den Beruf unterstützen und
- Selbsthilfegruppen leiten.[8]

##### Migration, Interkulturelle Öffnung und Inklusion
Dienstleistungen und Angebote im Bereich der Migration, der Interkulturellen Öffnung und der Inklusion sind Teil der Wohlfahrts- und Sozialarbeit des DRK. Auf der Bundesebene arbeitet das DRK für und mit sozial benachteiligten Menschen, Menschen mit Behinderungen und Menschen mit Migrationshintergrund, um Chancengerechtigkeit sowie die Wertschätzung von Vielfalt und Individualität zu fördern.
An Menschen mit Migrationshintergrund wendet sich das DRK außerdem mit:
- vielfältigen Integrationsprojekten vor Ort,
- Maßnahmen zur Interkulturellen Öffnung des Verbandes werden an mehr als 65 Standorten umgesetzt,
- In mehr als 150 Beratungsstellen für Migranten, Flüchtlinge und Rückkehrer erfolgten mehr als 30.000 Beratungen pro Jahr.

Für Menschen mit Behinderung bietet das DRK:
- 172 Wohnheime und Wohngemeinschaften mit rund 5.300 Plätzen,
- 35 Familien unterstützende Dienste, die rund 8.500 behinderte Menschen und ihre Familien beraten,
- 28 Werkstätten für behinderte Menschen mit rund 11.300 Plätzen sowie
- 27 Tagesförderstätten für Menschen mit besonders hohem Unterstützungsbedarf mit rund 550 Plätzen,
- 32 Betreuungsvereine, die ca. 1.300 Menschen betreuen,
- nahezu flächendeckende Transportleistungen.

Für Menschen in persönlicher und sozialer Notlage hält das DRK bereit:
- 230 Kleiderläden und 600 Kleiderausgabestellen,
- 50 Möbelausgabestellen,
- 100 Notunterkünfte und Heime für obdachlose Menschen.[8]

##### Jugendrotkreuz
Das Jugendrotkreuz ist der eigenverantwortliche Jugendverband im Deutschen Roten Kreuz und
- hat ca. 160.000 Mitglieder von 6 bis 27 Jahren in rund 5.500 Gruppen bundesweit
- unterhält Schulsanitätsdienste an mehr als 5.300 Schulen
- engagiert sich für Gesundheit, soziale Gerechtigkeit, Frieden, internationale Völkerverständigung und Umweltschutz[8]

### Krankenpflege
Der Verband der Schwesternschaften (VdS) ist zuständig für alle Fragen der beruflichen Kranken- und Kinderkrankenpflege sowie deren Ausbildung im DRK. Große Träger von Krankenhausgesellschaften sind zum Beispiel die DRK-Schwesternschaft vom Bayerischen Roten Kreuz, die DRK-Schwesternschaft Berlin sowie die DRK-Landesverbände Rheinland-Pfalz, Mecklenburg-Vorpommern, Schleswig-Holstein und Thüringen.

### DRK-Suchdienst

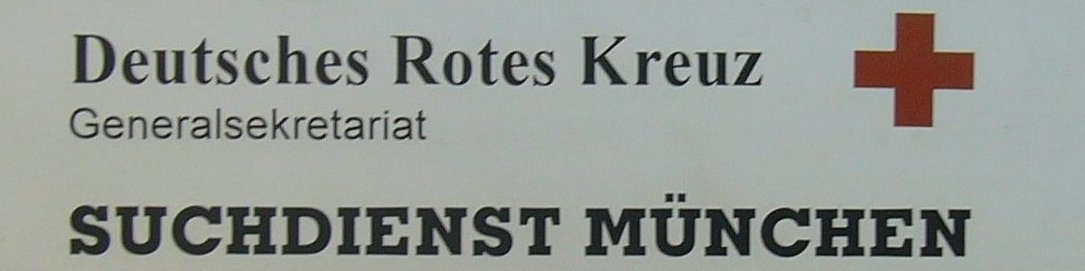
Logo des DRK-Suchdienstes. Der Standort München ist heute bundesweit für den Suchdienst im Kontext Zweiter Weltkrieg und Internationale Suche zuständig.

Im Mai 1945, als der Zweite Weltkrieg und im Flensburger Vorort Mürwik auch die Herrschaft des Nationalsozialismus endete, gründeten die Wehrmachtsoffiziere Helmut Schelsky und Kurt Wagner, die mit ihren Truppen von Ostpreußen über die Ostsee nach Flensburg gelangt waren, in der Fördestadt einen Suchdienst. Sie taten sich mit Joachim Leusch von der Seetransport-Leitstelle des Marine-OK Ost und zwei Mitarbeitern der Flüchtlingsleitstelle Kiel zusammen und eröffneten in der Großen Straße ein „DRK, Flüchtlingshilfswerk, Ermittlungsdienst, Zentral Suchkartei“. — Der DRK-Suchdienst entstand damit in einer Zeit, als das DRK durch die Besatzungsmächte aufgelöst war. Erst im Jahr 1952 wurde das DRK wieder in die Liga der Rotkreuz-Gesellschaften aufgenommen.
Im September 1945 wurde der Flensburger Suchdienst nach Hamburg verlegt. Im Juni 1945 war auch in München ein Suchdienst entstanden. Der Hamburger und der Münchener Suchdienst wurden 1950 im DRK-Suchdienst für die Bundesrepublik zusammengeführt. Der Münchener Suchdienst befand sich in diesen Jahren in der Wagmüllerstraße, einer Querstraße zur Prinzregentenstraße, auf der Höhe des Gebäudekomplexes, welcher für den Luftgau Süd erstellt worden war. Kurt Wagner leitete den DRK-Suchdienst von 1946 bis 1976. Die Zentrale Namenskartei, die Angaben zu mehr als 20 Millionen Vermissten und Suchenden enthält, wuchs auf mehr als 50 Millionen Karten.
Eine vordringliche Aufgabe des DRK-Suchdienstes war es, ausgebombte, vermisste, verschleppte, vertriebene Menschen wieder ihren Familien zuzuführen oder Heimstellen für Waisenkinder zu finden. Der Suchdienst erstellte außerdem Gutachten über das Schicksal von verschollenen deutschen Soldaten des Zweiten Weltkrieges, in denen auch die Kriegsverläufe in der Gegend und zum Zeitpunkt des Verschollenseins geschildert wurden. Ende 1957 gingen diese Vermisstenbildlisten in Druck, die schließlich 199 Bände (davon 187 mit 1,4 Millionen Namen und über 900.000 Bildern) umfassten. Dazu kamen noch 26 Bände über Zivilverschollene. Durch die etappenweise Öffnung und Freigabe von Archiven der östlichen Staaten können auch heute noch Schicksale geklärt werden. Mit dem Bundesarchiv, welches die Aufgaben der Deutschen Dienststelle (WASt) übernahm, wird laufend zusammengearbeitet. Vom Verband der Heimkehrer, Kriegsgefangenen und Vermisstenangehörigen Deutschlands wurde 1955 eine Bild-Sammlung von 45.000 vermissten Personen übernommen.
Vom 13. September 1948 bis 1963 wurde beim Hörfunksender RIAS eine Suchdienst-Verbindungsstelle in Zusammenarbeit mit dem Deutschen Roten Kreuz, Flüchtlingshilfswerk, Ermittlungsdienst, Zentral-Suchkartei (später DRK-Suchdienst), betrieben. Es wurden von NWDR und RIAS fast 100.000 Meldungen durchgegeben, hierdurch konnten über 7.000 Personen zusammengeführt werden.
Im Laufe der Jahre bis heute konnte der DRK-Suchdienst, der in Deutschland der älteste und größte seiner Art ist, in Millionen von Fällen helfen. Seit der Gründung konnten vom Suchdienst mehr als 16 Millionen Menschen zusammengeführt, mehr als 500.000 Kinderschicksale geklärt und weltweit rund 600.000 Menschen über den Verbleib von Angehörigen in Konflikten und Katastrophen benachrichtigt werden.
Die Zentrale des DRK-Suchdienstes (Suchdienst-Leitstelle, Direktion des Amtlichen Auskunftsbüros (D/AAB)) hat heute ihren Sitz beim Generalsekretariat des Deutschen Roten Kreuzes in Berlin. Die Bearbeitung von Suchanfragen aus aller Welt und anderen mit der Aufgabenstellung verbundenen Anliegen wird – je nach Zuständigkeit – in den beiden Außenstellen (DRK-Suchdienst Hamburg und DRK-Suchdienst München) in Zusammenarbeit mit den DRK-Landes- und Kreisverbänden vorgenommen. Das heutige Spektrum des DRK-Suchdienstes umfasst im Wesentlichen die Aufgabenbereiche Einsatz in Großschadens- und Katastrophenfällen, Nachforschungen, Familienzusammenführung, Ausreisen sowie den Hilfs- und Beratungsdienst der Angehörigen, Vermissten und Verletzten.
Die Finanzierung des DRK-Suchdienstes ist bis 2028 gesichert. Einerseits gehen aufgrund des zeitlichen Abstands immer weniger Anfragen ein. 2023 waren es rund 8000. Andererseits war 2024 das Schicksal von 1,3 Millionen Personen noch ungeklärt.

### Verbreitungsarbeit
Es ist eine Verpflichtung des DRK, für die Verbreitung des Wissens über das Humanitäre Völkerrecht, insbesondere die Genfer Konventionen mit ihren Zusatzprotokollen und den Grundsätzen und Idealen der Internationalen Rotkreuz- und Rothalbmond-Bewegung zu sorgen. Diese Verpflichtung ergibt sich aus:
- dem Gesetz über das Deutsche Rote Kreuz und andere freiwillige Hilfsgesellschaften im Sinne der Genfer Rotkreuz-Abkommen (DRK-Gesetz), § 2 Nr. 2,
- den Statuten der Internationalen Rotkreuz- und Rothalbmond-Bewegung, Artikel 3 (2) und
- der Satzung des Deutschen Roten Kreuzes, § 2 (2).[22]

Zur Durchführung dieser Aufgabe bestellen die Kreis- und Landesverbände Konventionsbeauftragte. Das DRK hat einen Fachausschuss Humanitäres Völkerrecht, der die Funktion des Deutschen Komitees zum Humanitären Völkerrecht wahrnimmt. Weitere Mittel der Verbreitungsarbeit sind juristische Konferenzen zu Themen des humanitären Völkerrechts, Schulungsangebote (z. B. DRK-Sommerkurs im Humanitären Völkerrecht) und Publikationen (z. B. CD-ROM-Handbuch Verbreitungsarbeit). Die Zusammenarbeit wird u. a. mit dem Institut für Friedenssicherungsrecht und Humanitäres Völkerrecht durchgeführt.
Der Schauspieler Ludwig Trepte unterstützt seit August 2018 insbesondere die Verbreitungsarbeit des Deutschen Roten Kreuzes.

### Internationale Hilfe
Nach dem Grundsatz der Universalität ist jede nationale Gesellschaft verpflichtet, nach den eigenen Möglichkeiten Hilfen in Notfällen auch an Schwestergesellschaften anzubieten. Die Koordination der internationalen Hilfen erfolgt über die Internationale Föderation der Rotkreuz- und Rothalbmondgesellschaften (IFRC) (Internationale Rotkreuz- und Rothalbmond-Bewegung) in Fällen von Naturkatastrophen bzw. durch das Internationale Komitee vom Roten Kreuz (IKRK) in Fällen von Kriegen und Konflikten. Beide Organisationen haben ihren Sitz in Genf.
Die Zusammenarbeit vor Ort findet immer in engster Abstimmung mit der jeweiligen Landesgesellschaft und – darüber – den staatlichen Institutionen vor Ort statt. Durch ein System von geschulten Katastrophendelegierten, die sich nach Schadensfällen sofort ein eigenes Bild von der Lage machen, wird eine weltweit vernetzte, optimal auf die Bedürfnisse des betroffenen Landes abgestimmte Hilfe innerhalb weniger Stunden und Tage nach der Katastrophe sichergestellt.
Das DRK ist in der Auslandshilfe eine der leistungsfähigsten Landesgesellschaften der Welt. Es beschäftigt durchschnittlich 150 Mitarbeiter in der Zentrale und in ca. 50 Einsatzorten über die ganze Welt. Hilfen werden als Prävention, in der Akutphase und im Wiederaufbau sowie in langfristigen Hilfe- und Entwicklungsprojekten geleistet. Das DRK bietet als Hilfe zur Selbsthilfe insbesondere Leistungen zum Aufbau und Stärkung lokaler Katastrophenschutz-Strukturen an. In der Akutphase ist das DRK neben der Lieferung praktisch aller benötigten Materialien spezialisiert auf die Massenaufbereitung von Wasser, Prävention von Krankheiten durch Sanitäranlagen und der medizinischen Hilfe. In sogenannten Emergency Response Units (ERU) werden ständig in leicht zu transportierenden Verpackungen alle hierzu notwendigen Materialien vorgehalten und können innerhalb von 24 Stunden zum Einsatz gebracht werden. Im Logistikzentrum Berlin-Schönefeld lagert beispielsweise Material zur Errichtung eines ganzen Krankenhauses, welches für die medizinische Versorgung von bis zu 250.000 Menschen ausgelegt ist, auf seinen nächsten Einsatz. Das DRK hat sich zudem auf den Wiederaufbau nach extremen Zerstörungen spezialisiert. Nach Katastrophen wie dem Tsunami, dem Erdbeben in Pakistan und ähnlichen Ereignissen ist es nicht nur Ziel, möglichst schnell Wohnungen, Schulen und Gesundheitsinfrastruktur wiederherzustellen. Genauso wichtig ist, dass die vom Unglück betroffenen Menschen unmittelbar in den Wiederaufbau einbezogen werden, um ihnen und ihren überlebenden Familienmitgliedern eine neue Lebensperspektive zu schaffen.
Das DRK hat Ende des Jahres 2009 offiziell die Aufbauarbeit aus den Schäden des verheerenden Tsunamis in Südasien im Dezember 2004 für beendet erklärt. Alle erhaltenen Spenden in Höhe von über 135 Millionen € konnten vollständig umgesetzt werden.

## Gliederung und Aufbau

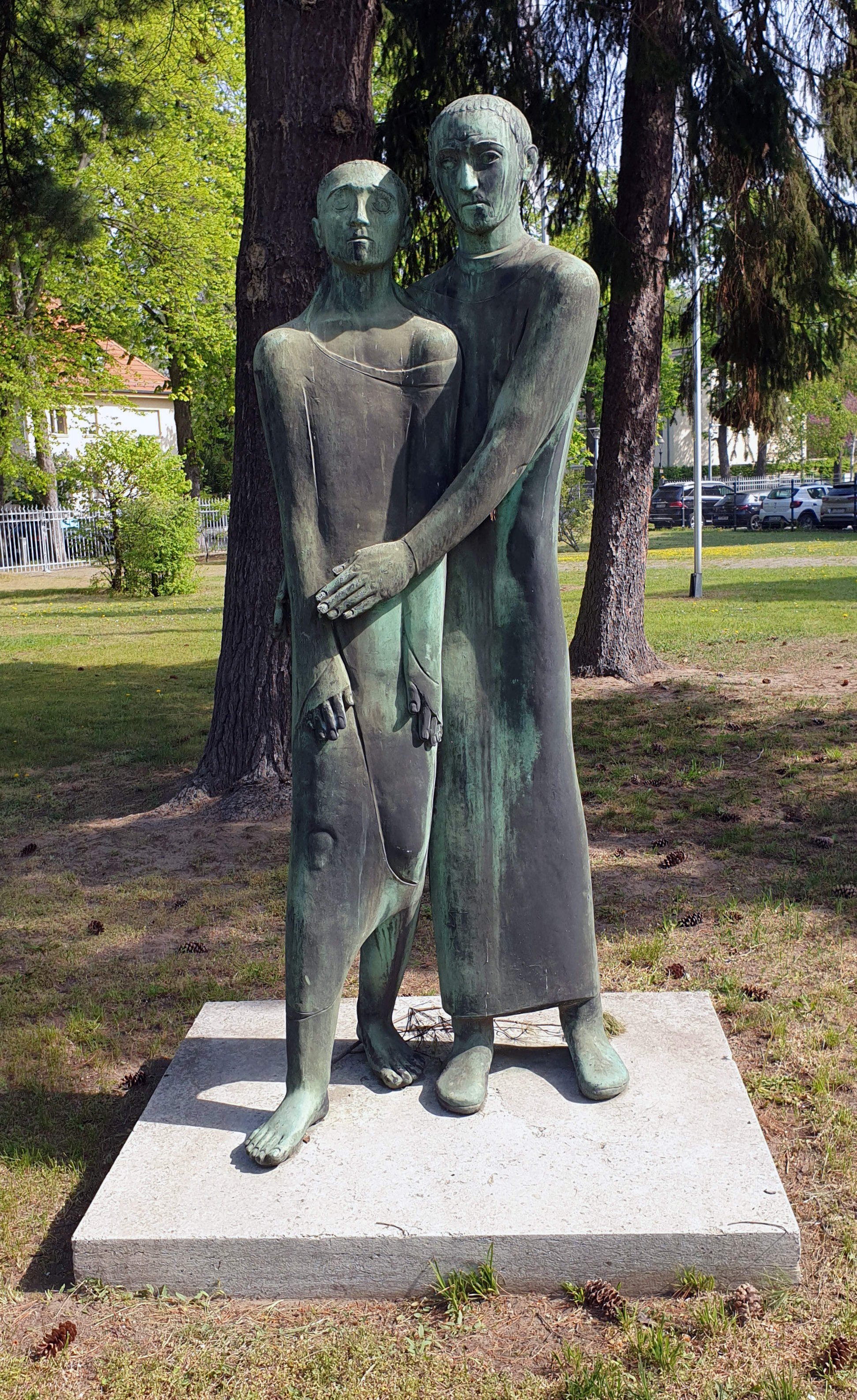
Barmherziger Samariter auf dem DRK-Campus in Berlin-Lichterfelde

Das DRK ist ein föderal gegliederter Mitgliederverband mit weitreichender rechtlicher Selbstständigkeit der Untergliederungen. Rechtsträger des Namens und des Zeichens „Deutsches Rotes Kreuz“ ist der DRK e. V. (Bundesverband). Die Bundessatzung regelt die Mitgliedschaft und daraus erwachsende Rechte und Pflichten im DRK.
Die zweite Ebene sind die Landesverbände und der Verband der Schwesternschaften. In der dritten Organisationsstufe finden sich die Kreisverbände und die Schwesternschaften. Die unmittelbarste Verbindung zur Basis des DRK, den bedürftigen Menschen, den Ehrenamtlichen und den Mitgliedern, wird über die Ortsverbände hergestellt. Die persönlichen Mitgliedschaften (ca. 4 Mio. Mitglieder) bestehen auf den Ebenen der Orts- bzw. Kreisverbände.

### Rechtsform
Das Deutsche Rote Kreuz e. V. (Bundesverband) ist ein eingetragener Verein. Der Sitz des Generalsekretariats ist seit dem 1990 gefassten Beschluss über die Verlegung Berlin. Die heute gültige Anerkennung als nationale Rotkreuz-Gesellschaft wurde nach der deutschen Wiedervereinigung und dem Beitritt der Landesverbände des ehemaligen DRK der DDR durch die Bundesregierung am 6. März 1991 und am 1. Mai 1991 durch das IKRK ausgesprochen.
Die Mitgliedsverbände des DRK sind, bis auf das Bayerische Rote Kreuz (BRK), ebenfalls eingetragene Vereine. Gleiches gilt für deren unmittelbare Mitgliedsverbände. Ausgründungen von Aufgabenfeldern – zum Beispiel Blutspendedienste, Rettungsdienste, Altenpflegeheime und Krankenhäuser – aus den Vereinen wurden in Form von gemeinnützigen GmbHs vorgenommen. Eigentümer sind jedoch weiterhin die DRK-Vereine. Eine Ausnahme bildet das Bayerische Rote Kreuz, dem bereits im Jahr 1921 und nach dem Zweiten Weltkrieg am 27. Juli 1945 die Stellung einer Körperschaft des öffentlichen Rechts verliehen wurde. Das BRK ist insgesamt in einer Körperschaft des öffentlichen Rechts organisiert; die Bezirks- und Kreisverbände haben daher keine rechtliche Eigenständigkeit gegenüber dem Landesverband. Der Landesverband Hessen, der zunächst ebenfalls öffentlich-rechtliche Körperschaft war, hat diesen Status inzwischen abgelegt und den eines eingetragenen Vereins angenommen.
Das DRK ist zwar eine Körperschaft privaten Rechts und seine internationale Dachorganisation wird als nichtstaatliche Organisation bezeichnet, doch nimmt das DRK die völkerrechtlich vorgegebenen Aufgaben der Nationalen Rotkreuzgesellschaft in Deutschland wahr. Damit ist es eine Mischung aus einer privaten und einer staatlichen Organisation.
Am 5. Dezember 2008 verabschiedete der Deutsche Bundestag das Gesetz über das Deutsche Rote Kreuz und andere freiwillige Hilfsgesellschaften im Sinne der Genfer Rotkreuz-Abkommen (DRK-Gesetz); mit der Verkündigung im Bundesgesetzblatt ist dieses Gesetz seit dem 11. Dezember 2008 in Kraft. Es löst ein aus dem Jahre 1937 stammendes DRK-Gesetz ab, das in den meisten Punkten überholt war.
Das DRK-Gesetz beschreibt die Funktion des Deutschen Roten Kreuzes als „Nationale Gesellschaft des Roten Kreuzes auf dem Gebiet der Bundesrepublik Deutschland und freiwillige Hilfsgesellschaft der deutschen Behörden im humanitären Bereich“ und legt die gesetzlichen Pflichtaufgaben fest, die das DRK bundesweit zu erfüllen hat. Die Zuordnung weiterer Aufgaben durch Bundes- oder Landesgesetz bleibt ausdrücklich möglich. Schließlich sichert das Gesetz den Schutz des Zeichens des Roten Kreuzes und überträgt dem DRK das Recht auf Verwendung dieses Zeichens. Wichtig ist auch, dass in einem weiteren Paragrafen die Rechtsstellung und Aufgaben der Johanniter-Unfallhilfe und des Malteser-Hilfsdienstes geregelt werden, die ebenfalls Nationale Hilfsgesellschaften nach den Genfer Abkommen sind. Die Aufgaben von JUH und MHD nach dem Gesetz beschränken sich jedoch im Unterschied zu der umfassenden Rechtsstellung des DRK im humanitären Bereich auf die Ermächtigung zur Unterstützung des Sanitätsdienstes der Bundeswehr. Weggefallen ist nunmehr endgültig die häufig in der Vergangenheit umstrittene Befreiung des DRK von Gerichtsgebühren, wie sie sich aus dem alten DRK-Gesetz ergeben hatte; das neue kennt keine vergleichbare Regelung mehr.

### Mitgliedsverbände
Mitgliedsverbände im Deutschen Roten Kreuz e. V. sind 19 Landesverbände:
- DRK-Landesverband Baden-Württemberg
- DRK-Landesverband Badisches Rotes Kreuz
- Bayerisches Rotes Kreuz KdöR[28]
- DRK-Landesverband Berliner Rotes Kreuz
- DRK-Landesverband Brandenburg
- DRK-Landesverband Bremen
- DRK-Landesverband Hamburg
- DRK-Landesverband Hessen
- DRK-Landesverband Mecklenburg-Vorpommern
- DRK-Landesverband Niedersachsen
- DRK-Landesverband Nordrhein
- DRK-Landesverband Oldenburg
- DRK-Landesverband Rheinland-Pfalz
- DRK-Landesverband Saarland
- DRK-Landesverband Sachsen
- DRK-Landesverband Sachsen-Anhalt
- DRK-Landesverband Schleswig-Holstein
- DRK-Landesverband Thüringen
- DRK-Landesverband Westfalen-Lippe

und der
- Verband der Schwesternschaften vom Deutschen Roten Kreuz (VdS)

Mitglieder der Landesverbände sind wiederum ca. 480 Kreisverbände, Mitglieder des VdS sind 31 Schwesternschaften.

### Gemeinschaften
Die Gemeinschaften des Deutschen Roten Kreuzes stellen die ehrenamtliche Basis der Hilfsorganisation dar. Die meisten aktiven Mitglieder des DRK sind in diesen organisiert.
Als Gemeinschaften gelten
- die Bereitschaften,
- die Bergwacht,
- das Jugendrotkreuz,
- die Wasserwacht,
- die Wohlfahrts- und Sozialarbeit.

Es gibt im Deutschen Roten Kreuz auch zahlreiche weitere Formen der ehrenamtlichen Arbeit außerhalb der Rotkreuz-Gemeinschaften. Beispielsweise sind dies Arbeitskreise und Selbsthilfegruppen für Patienten oder die ehrenamtliche Mitarbeit im Hausnotruf oder Rettungsdienst.

### Mitgliedschaften
Das DRK ist Mitglied der Soziallotterie Aktion Mensch.

## Finanzierung

### Überblick
Die Leistungen des DRK werden im ideellen Bereich durch 440.000 freiwillige Helfer und im Bereich refinanzierter Leistungen durch 140.000 Mitarbeiter erbracht. Das DRK ist föderal aufgebaut: Alle 480 Kreisverbände, die Landesverbände, und der Bundesverband sind rechtlich selbstständig, arbeiten jedoch mit Satzungen, die Kontrollen und in besonderen Fällen Eingriffe der jeweils oberen Ebene ermöglichen. Aus diesem Grund existiert keine zusammengefasste Bilanz, aus der alle wichtigen Zahlen sofort erkennbar sind. Ab einer bestimmten Größenordnung der Umsatzerlöse ist die Untergliederung zur Prüfung durch den Wirtschaftsprüfer verpflichtet. Die Jahresabschlüsse müssen in jedem Fall bei dem Aufsicht führenden Verband (Landes- oder Bundesverband) eingereicht werden. Aufgrund der gesetzlichen Veröffentlichungspflichten können die Bilanzen der DRK-GmbHs, einschließlich der Blutspendedienste, im elektronischen Bundesanzeiger direkt eingesehen werden.
Die Umsatzerlöse der Blutspendedienste betragen ca. 500 Millionen Euro (siehe Bundesanzeiger), der erzielte Umsatz der DRK-Rettungsdienste beträgt bundesweit mehr als 700 Millionen Euro. Die Gesamtumsätze werden auf etwa 4,5 Mrd. Euro geschätzt.
Die Finanzierung der Leistungen des DRK lässt sich grob wie folgt darstellen:

### Finanzierung des ideellen Bereichs
Zu den ideellen Aufgaben zählen zum Beispiel Vorhaltungen für den Katastrophenschutz, die Ausbildungen von Freiwilligen und die Koordination der ehrenamtlichen Arbeit, die Arbeit des Jugendrotkreuzes mit 100.000 jugendlichen Mitgliedern, Ausstattungen für die Freiwilligenarbeit, Katastropheneinsätze im In- und Ausland, Projekte für Menschen in besonderen Notsituationen, die nicht durch staatliche Fürsorge abgedeckt ist. Hierfür erhält das DRK auf Ebene der Kreis- und Ortsverbände Mitgliedsbeiträge von seinen vier Millionen Mitgliedern. Darüber hinaus werden Spenden für diese ideelle Arbeit und insbesondere zweckgebunden zum Beispiel zur unmittelbaren Hilfe bei weltweiten Katastrophen eingeworben. Weiterhin werden hier für besondere Aufgaben wie zum Beispiel Spezialfahrzeuge des Katastrophenschutzes von Bund und Ländern Mittel zur Verfügung gestellt.
Das DRK Generalsekretariat in Berlin wurde für seine sparsame und satzungsgemäße Verwendung der Spendengelder mit dem DZI Spenden-Siegel ausgezeichnet.

### Refinanzierte Leistungen
Unter refinanzierten Leistungen sind alle Leistungen zu verstehen, die sich aus dem Sozialgesetzbuch und aus einem sonstigen Leistungsaustausch ergeben. Hierzu gehören Leistungen des Gesundheitswesens, die Pflegedienste, Kinder- und Jugendeinrichtungen, Einrichtungen und Dienste für Menschen mit Behinderungen, Sozialberatungsstellen, die Notfallrettung und die Sicherung der Blutversorgung. Finanziert werden diese Leistungen durch Leistungsentgelte (Beiträge und Pflegesätze) und öffentliche Zuwendungen bzw. staatliche Zuschüsse. Sie kommen von Krankenkassen, Pflegekassen, den Leistungsnehmern selbst – zum Beispiel Erste-Hilfe-Ausbildung – und dem Bund, den Ländern und Kommunen. Dabei gelten für alle privaten und gemeinnützigen Anbieter die gleichen Regeln. Für besondere Projekte – zum Beispiel für Menschen mit Behinderung – können zudem Zuwendungen von den Soziallotterien beantragt werden. Die Untergliederungen des DRK sind, wie alle gemeinnützigen Organisationen, insoweit von Ertragsteuern befreit.

## Geschichte

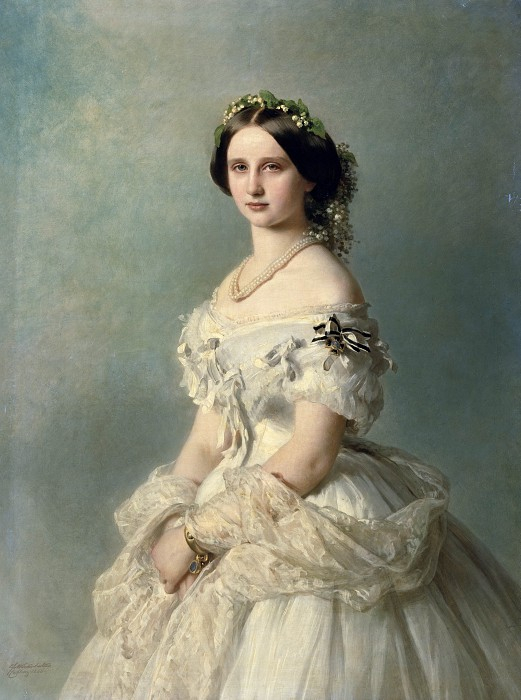
Prinzessin Luise von Preußen, Porträt von Franz Xaver Winterhalter, 1856

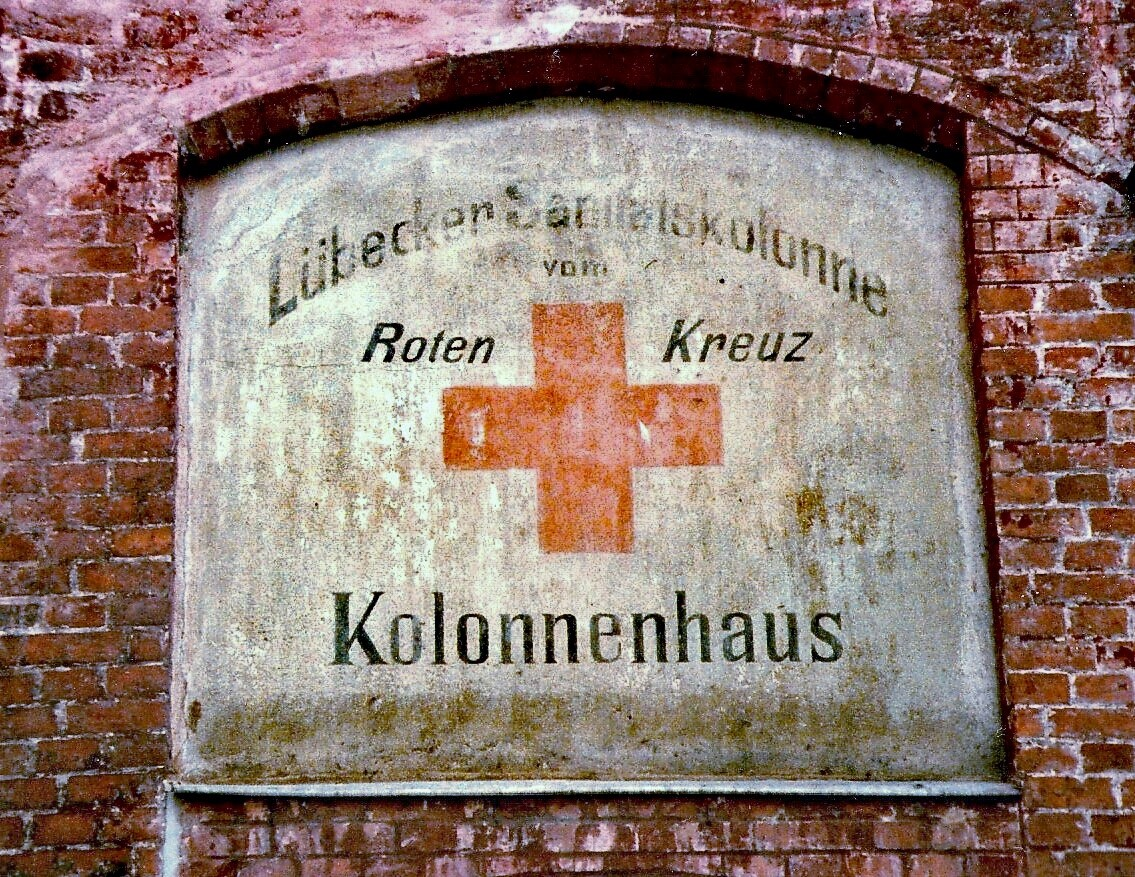
Lübeckische Sanitätskolonne

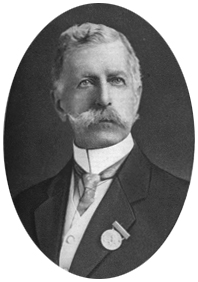
Curt von Pfuel, Vorsitzender des Zentralkomitee der deutschen Vereine vom Roten Kreuz während des Ersten Weltkriegs

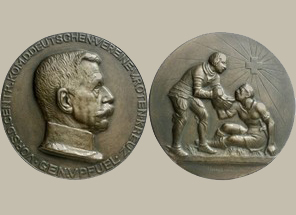
General von Pfuel (1849–1936)

### Entwicklung bis 1921
Gemeinhin gilt als Ursprung der internationalen Rotkreuzbewegung die Schlacht von Solferino vom 24. Juni 1859 mit Henry Dunant als Vater der Idee.
Bereits ebenfalls 1859 gründete die damalige badische Großherzogin Luise den badischen Frauenverein (siehe: Frauenverein) als Vorläufer der Rotkreuz-Schwesternschaften.
In den Ländern des Deutschen Reichs erfolgte die Gründung von Rotkreuzgemeinschaften zunächst relativ unabhängig voneinander, meist auch unter anderem Namen. Am 12. November 1863 wurde der Württembergische Sanitätsverein als erste Nationale Rotkreuzgesellschaft auf dem Gebiet des späteren Reiches gegründet, als zweite folgte im Januar 1864 der Verein zur Pflege verwundeter Krieger im Großherzogtum Oldenburg. Ein Großteil der Arbeit des Roten Kreuzes wurde am Anfang vor allem von Frauen getragen (Vaterländischer Frauenverein).
In Sachsen beispielsweise gründete nach dem Krieg von 1866 die sorbische Kaufmannsfrau Marie Simon unter dem Schutz der Prinzessin Carola den Verein der Albertinerinnen (benannt nach Carolas Mann, Prinz Albert), die später allmählich den Namen Rot-Kreuz-Schwestern annahmen. Wann die offizielle Umbenennung erfolgte, ist unklar, da die Bezeichnungen auch parallel auftauchen. Neben dem Hauptanliegen des Vereins, der Pflege verwundeter Soldaten, betätigten sich die Schwestern auch in der zivilen Krankenpflege.
Als Dachorganisation gründeten zwölf Landesverbände am 20. April 1869 das Centralkomité der deutschen Vereine zur Pflege im Felde verwundeter und erkrankter Krieger, das ab Dezember 1879 den Namen Zentralkomitee der deutschen Vereine vom Roten Kreuz trug und seinen Sitz in Berlin hatte.
Unter dem Dach des Roten Kreuzes wurden vom Deutschen Kriegerbund auch zusätzliche freiwillige sogenannte Sanitätskolonnen, von denen 1900 schon über 900 existierten, gegründet. Auf eine Anfrage aus Bayreuth hin erteilte um 1910 das Zentralkomitee die Auskunft, sozialdemokratische Gesinnung sei mit der Zugehörigkeit zur Freiwilligen Sanitätskolonne unvereinbar.
Vorsitzender des Zentralkomitees während des Ersten Weltkrieges war General Curt von Pfuel.

### Das DRK in der Weimarer Republik
Am 25. Januar 1921 wurde in Bamberg das Deutsche Rote Kreuz unter seinem ersten Präsidenten Joachim von Winterfeldt-Menkin gegründet, als eingetragener, rechtsfähiger Verein bürgerlichen Rechts und Dachorganisation der jeweiligen Landesvereine (Männer- und Frauenvereine) vom Roten Kreuz, deren Selbstständigkeit durch den Zusammenschluss nur marginal berührt wurde.
Die Neuorganisation der deutschen Rotkreuzgesellschaften war notwendig geworden, um zahlreichen Angriffen von außen und innerorganisatorischen Problemen ein Konzept organisatorischer Geschlossenheit entgegenzusetzen. Insbesondere durch den Versailler Friedensvertrag vom 28. Juni 1919 waren die deutschen Rotkreuzvereine in eine ernste Krise gestürzt worden.
Die darin angestrebte Abrüstung Deutschlands und die Entmilitarisierung des öffentlichen Lebens gefährdete die Existenz weiter Teile der Organisationen, deren vornehmliche Aufgabe bisher in der militärisch organisierten Vorbereitung auf den Kriegssanitätsdienst bestand. Die Satzung von 1921 versuchte, diesen Problemen Rechnung zu tragen und dem Deutschen Roten Kreuz eine internationale und vorwiegend auf Friedensaufgaben orientierte Legitimationsgrundlage zu geben. Dazu heißt es in Paragraph 2 allgemein:
„Das Deutsche Rote Kreuz ist ein Glied der Weltgemeinschaft des Roten Kreuzes und betätigt sich als solches auf allen Arbeitsgebieten, deren Zweck die Verhütung, Bekämpfung und Linderung gesundheitlicher, wirtschaftlicher und sittlicher Not bildet“. Nach einer Aufzählung vorwiegend karitativer und wohlfahrtsorientierter Friedensaufgaben folgt erst als letzter Punkt die Verwundetenfürsorge, wobei auch hier in Bezug auf den § 25 der Satzung des Völkerbundes die internationale Anbindung als nationale Rotkreuzgesellschaft betont wurde.
Mit dieser Neuorientierung auf die Friedenstätigkeit und dem Beitritt zur Internationalen Liga der Rotkreuzgesellschaften konnte sich das Deutsche Rote Kreuz in der Weimarer Republik als Wohlfahrtsorganisation etablieren. Gleichzeitig blieb die traditionelle Aufgabe des Kriegssanitätsdienstes und die damit zusammenhängende militärische Organisationsstruktur beibehalten. Die nach 1918 propagierte Demilitarisierung des Roten Kreuzes fand jedoch nur oberflächlich statt und konnte jederzeit rückgängig gemacht werden. Ebenso überdauerten die traditionell monarchistisch-konservativ eingestellten Führungskräfte im Roten Kreuz.

### Das DRK während des Nationalsozialismus

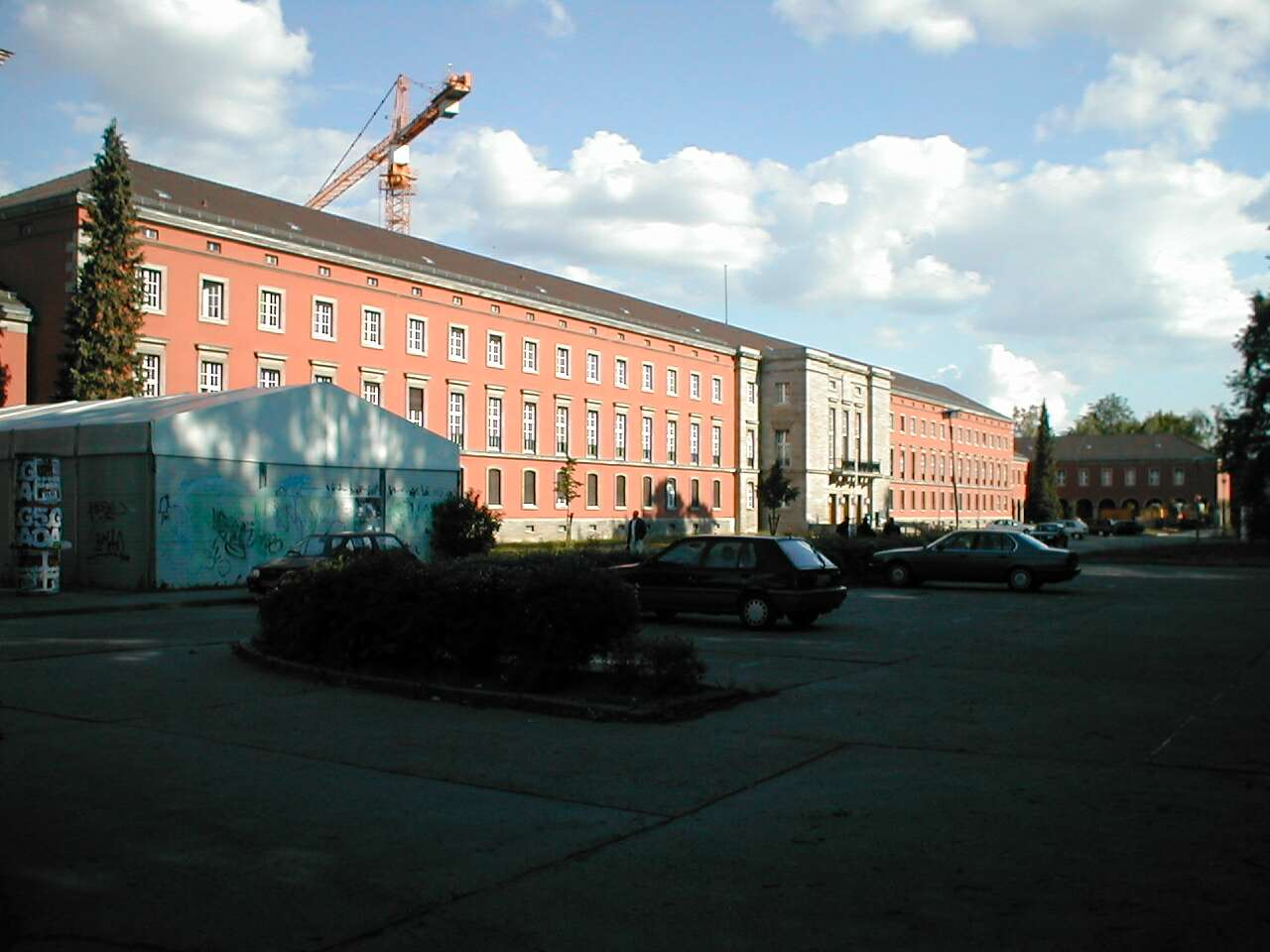
DRK-Präsidium in Babelsberg

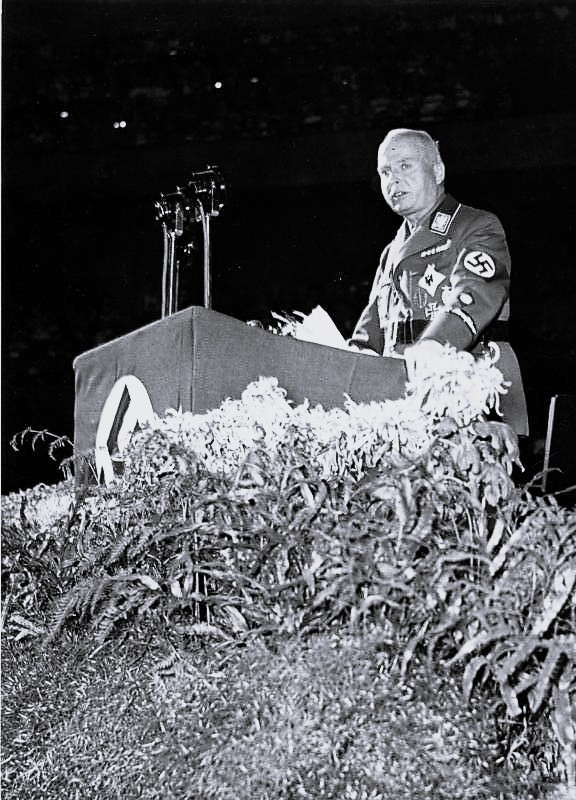
Carl Eduard Herzog von Sachsen-Coburg und Gotha, Präsident des Deutschen Roten Kreuzes spricht am 11. November 1936 anlässlich des 70-jährigen DRK-Jubiläums

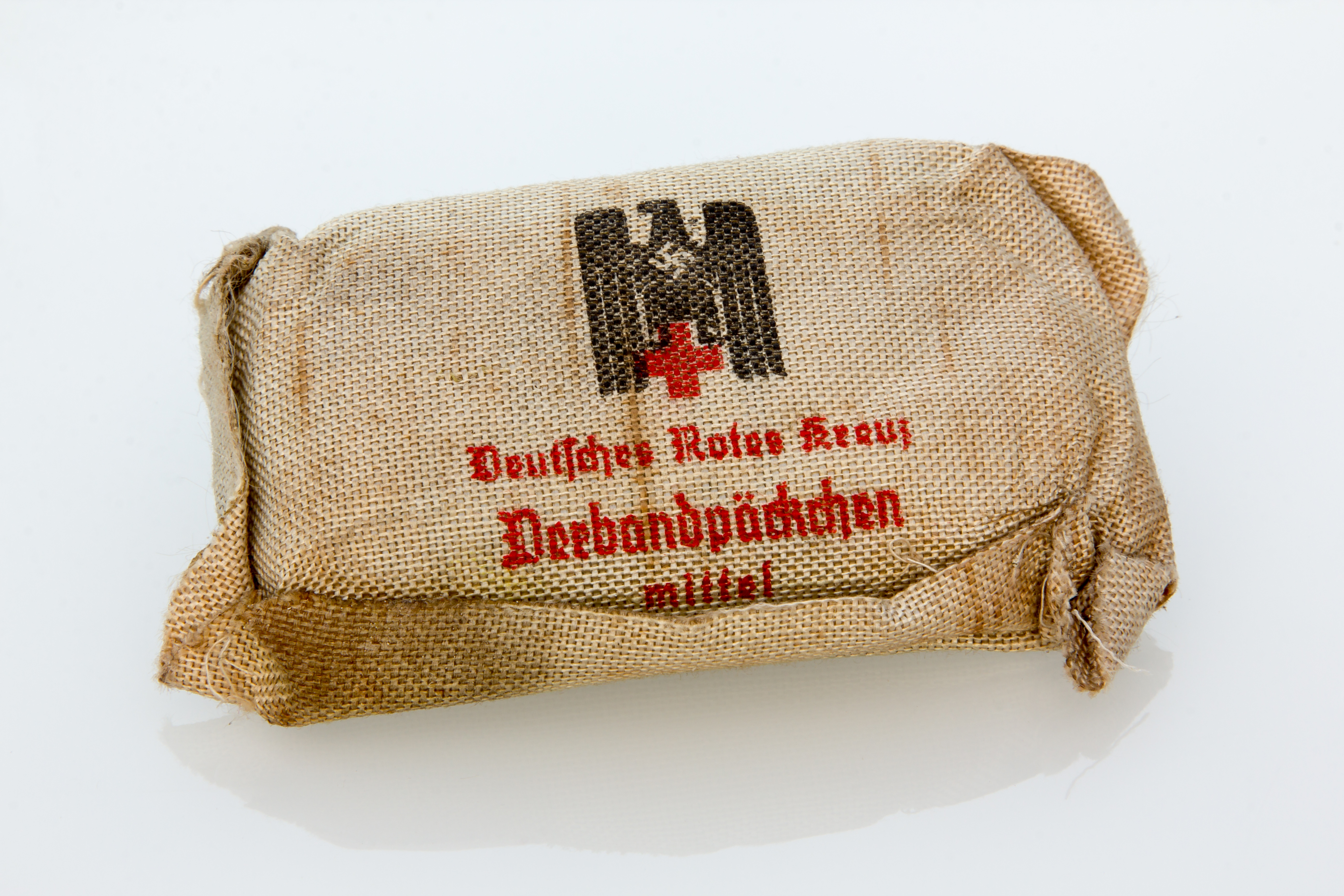
DRK-Verbandpäckchen aus der NS-Zeit mit dem damaligen Logo der Organisation

Die Zeit des Nationalsozialismus war im DRK geprägt von einer starken Verflechtung mit nationalsozialistischen Organisationen und Persönlichkeiten. Die Gleichschaltung des DRK begann kurz nach der sogenannten Machtergreifung im Jahre 1933. Personelle Veränderungen und neue juristische Grundlagen kündigten einen Wechsel im Selbstverständnis des DRK an. Am 29. November 1933 trat eine neue Satzung in Kraft. Der seit 1921 amtierende Präsident Joachim von Winterfeldt-Menkin kündigte bereits am 8. Juni 1933 seinen Rücktritt an, der zum 29. November gültig wurde. Unter seiner Präsidentschaft war das DRK als Mitglied in das Internationale Rote Kreuz – und somit nach dem Ersten Weltkrieg wieder in die internationale Gemeinschaft – aufgenommen worden. Allerdings wurden bereits auch jüdische Rot-Kreuz-Mitglieder ausgeschlossen, der Hitlergruß eingeführt und der Neutralitätsgrundsatz weitestgehend aufgegeben. Nachfolger wurde am 30. November 1933 der SA-Ehrenführer Carl-Eduard Herzog von Sachsen-Coburg und Gotha. Sein stellvertretender Präsident, der Chef des Sanitätswesens der SA, Paul Hocheisen, wurde bereits zu Beginn der Hitler-Diktatur vom Stellvertreter des Führers, Rudolf Heß, zum Kommissar für die Gleichschaltung des DRK bestellt. Hocheisen war es auch, der in der Folgezeit die eigentlichen Amtsgeschäfte führte.
Eine weitere einschneidende Änderung erfuhr das Deutsche Rote Kreuz vier Jahre später durch die Ernennung des SS-Oberführers Ernst-Robert Grawitz zum stellvertretenden Präsidenten. Grawitz, der in seiner Funktion als Reichsarzt SS maßgeblich für die Euthanasie-Verbrechen und Menschenversuche in nationalsozialistischen Konzentrationslagern verantwortlich war, gestaltete das Deutsche Rote Kreuz im Sinne des ‚Führerprinzips‘ völlig um. Das Ergebnis war ein DRK-Gesetz, das am 9. Dezember 1937 erlassen wurde und auf dessen Grundlage Grawitz vom DRK-Schirmherrn, Adolf Hitler, zum geschäftsführenden Präsidenten berufen wurde. Mit der neuen Satzung vom 24. Dezember desselben Jahres band sich das DRK noch enger an den ‚Führer‘, den Staat und die NSDAP. Die neue zentralisierte Organisationsstruktur mit dem Präsidium an der Spitze ermöglichte zugleich eine noch effektivere Indienststellung des DRK für die Mobilmachung, die seit der Neuschaffung der Wehrmacht im Jahr 1935 zu einer der wichtigsten Aufgaben der Hilfsorganisation wurde.
Bereits vor der Änderung der Satzung und dem Gesetz über das DRK wurde per Hausverfügung das Präsidium in Berlin umgestaltet; neben der Hauptadjudantur wurden sieben weitere Ämter gebildet:
- Führungsamt (I); Leitung: Ferdinand Berning
- Personalamt (II); Leitung Ferdinand Berning, Erich Kahle, Hermann Müller
- Verbindungsamt zur Reichsfrauenführerin (III); Leitung: Gertrud Scholtz-Klink
- Verwaltungsamt (IV); Leitung: Oswald Pohl u. a.
- Presse- und Werbeamt (V); Leitung: Otto Reiners
- Amt Schwesternschaften (VI); Leitung: Otto Stahl
- Amt Auslandsdienst (VII); Leitung: Walther Georg Hartmann
- Amt S: Der Sonderbeauftragte im Kriege (seit Kriegsbeginn 1939); Leitung: Felix Grüneisen[41][42]

Neben dem engen Verhältnis zur Partei wird spätestens ab 1938 eine starke, wenn auch weitgehend informelle Verbindung zur SS sichtbar, die sich vor allem in personellen Überschneidungen in führenden Positionen beider Organisationen bemerkbar macht. Von den 29 Mitgliedern der gesamten DRK-Führung waren 18 hohe SS-Führer. So fand neben dem Reichsarzt SS Ernst-Robert Grawitz der damalige Verwaltungschef SS, Oswald Pohl, dem ab 1942 die Konzentrationslager unterstanden, eine Nebentätigkeit als Generalbevollmächtigter für alle vermögensrechtlichen Angelegenheiten des DRK. In dieser Funktion konnte Pohl für die SS Kredite in Millionenhöhe bewilligen: DRK-Gelder, die über die SS-Spargemeinschaft e. V. unter anderem für die Gründung von Wirtschaftsunternehmungen an die SS flossen.
Am 26. April 1945 besetzten sowjetische Truppen das DRK-Hauptlager und DRK-Präsidium in Babelsberg. Die SS-Führungsspitze war zu diesem Zeitpunkt bereits geflohen. Ernst-Robert Grawitz hatte sich drei Tage zuvor samt Familie in seiner Wohnung in die Luft gesprengt. Der Rest der DRK-Führung gründete ein vorübergehendes Komitee und versuchte bei den Alliierten ein Fortbestehen der Organisation zu erreichen. Der Leibarzt Heinrich Himmlers, Karl Gebhardt, behauptete später im Nürnberger Ärzteprozess, er habe in den letzten Tagen des Zweiten Weltkriegs als Präsident des Deutschen Roten Kreuzes amtiert, dies wurde nach seinem Tod widerlegt. Er wurde trotz dieser Schutzbehauptung wegen Kriegsverbrechen und Verbrechen gegen die Menschlichkeit am 20. August 1947 zum Strang verurteilt und am 2. Juni 1948 gehängt.

### Das DRK nach 1945

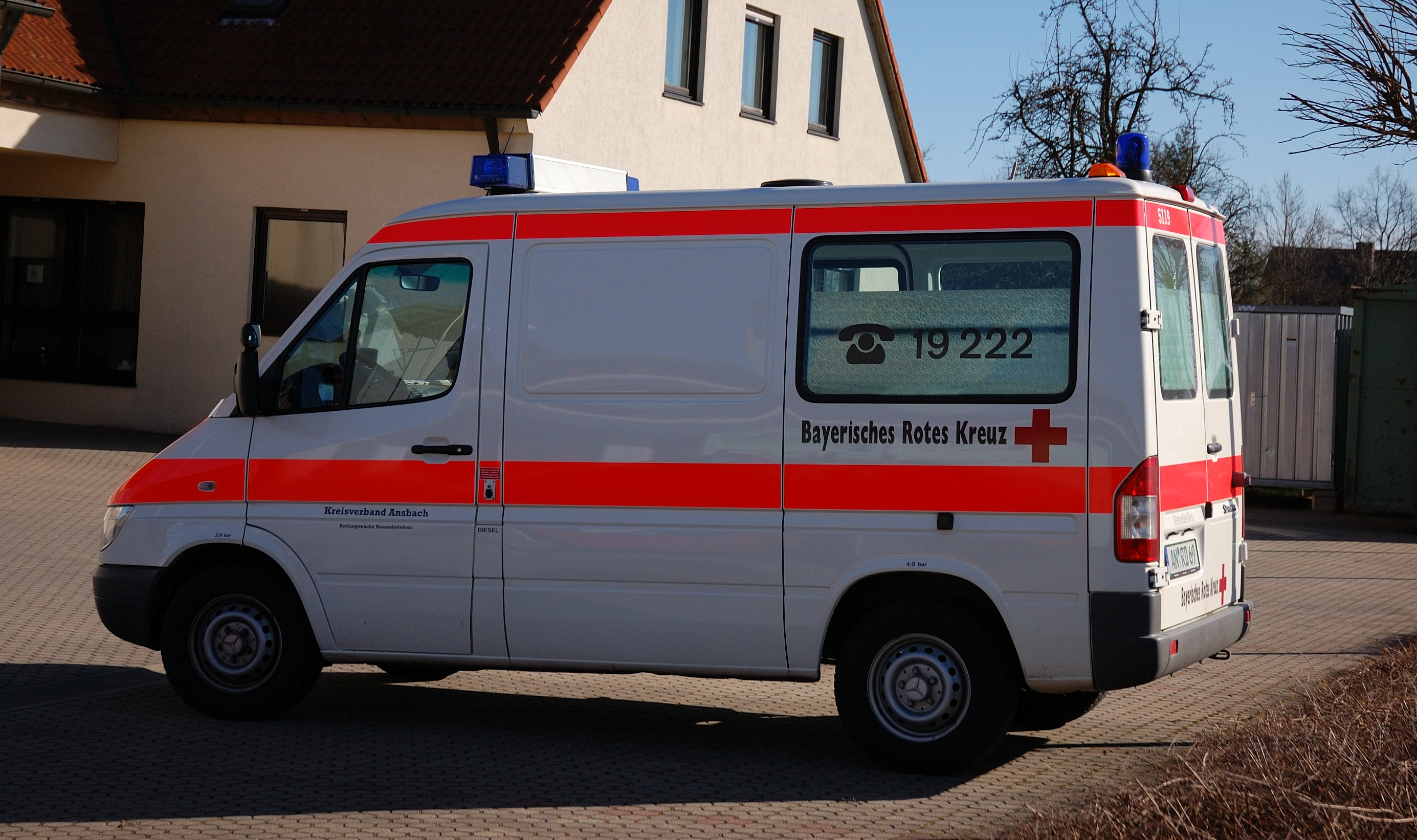
Krankentransportwagen des Bayerischen Roten Kreuzes

Das DRK wurde am 19. September 1945 in der sowjetischen und in der französischen Besatzungszone am 3. Januar 1946 aufgelöst. In der amerikanischen Besatzungszone (heute der nördliche Teil von Baden-Württemberg, Bremen, Hessen und Bayern) konnte das DRK dagegen in seiner bisherigen Rechtsform der Körperschaft des öffentlichen Rechts weiterarbeiten, während in der britischen Zone und später auch in der französischen Zone DRK-Landesverbände als eingetragene Vereine neu gegründet wurden. Eine Ausnahme bildete zunächst das eigenständige Saarland, wo das bisherige DRK unter der Bezeichnung Saarländischer Sanitäts- und Hilfsdienst (SSHD) seine Arbeit fortsetzte. Das Deutsche Rote Kreuz in der Bundesrepublik Deutschland e. V. als Bundesverband wurde am 4. Februar 1950 in Koblenz wiedergegründet. Am 26. Februar 1951 wurde es durch die deutsche Bundesregierung als nationale Rotkreuz-Gesellschaft der Bundesrepublik Deutschland anerkannt. Diese Anerkennung wurde mit Schreiben vom 27. September 1956, bedingt durch den Aufbau der Bundeswehr, neu gefasst. Die Anerkennung durch das IKRK erfolgte am 26. Juni 1952.
Der Saarländische Sanitäts- und Hilfsdienst wurde nach der Eingliederung des Saarlandes in die Bundesrepublik Deutschland als Landesverband Saarland wieder Bestandteil des Deutschen Roten Kreuzes. In Bayern tritt das DRK als Bayerisches Rotes Kreuz auf.
In Deutschland sind derzeit (Stand 2023) mehr als drei Millionen Mitglieder (aktiv/fördernd) und Mitarbeiter für das Rote Kreuz tätig.

### DRK in der DDR

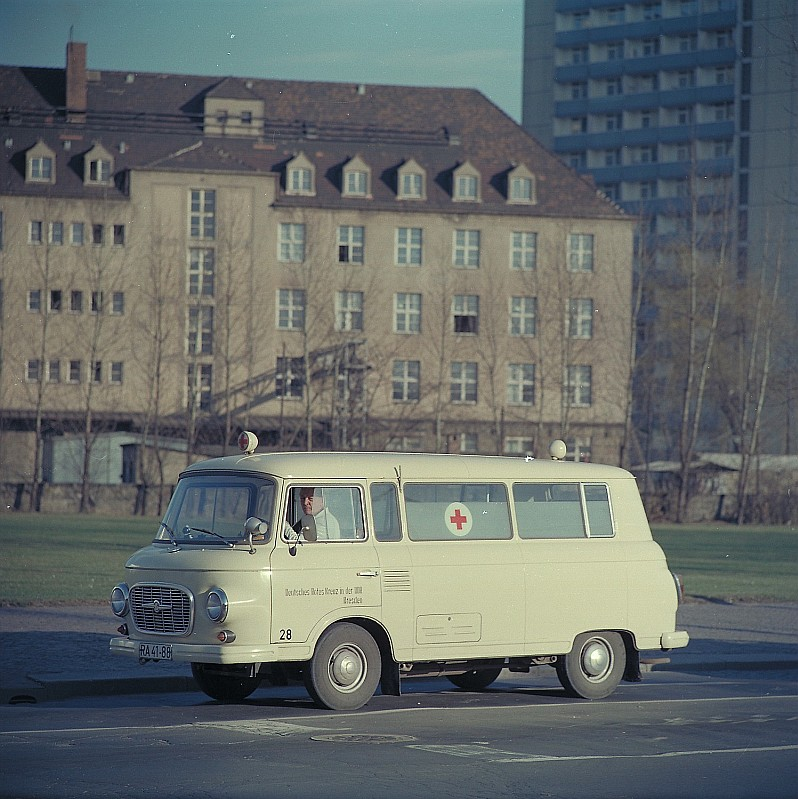
Fahrzeug des Deutschen Roten Kreuzes der DDR

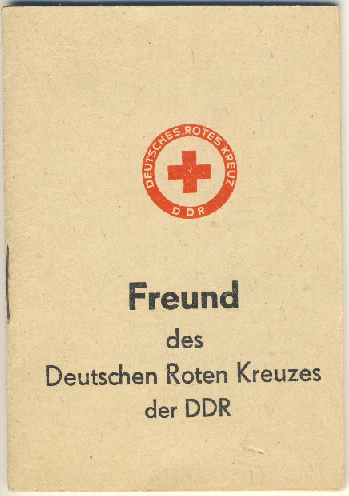
Ausweis: Freund des DRK der DDR

Das Deutsche Rote Kreuz der DDR wurde am 23. Oktober 1952 gegründet. Am 9. November 1954 erfolgte die Anerkennung als nationale Rotkreuz-Gesellschaft durch das IKRK und wenig später die Aufnahme in die Liga der Rotkreuz-Gesellschaften. Der Zentralausschuss und das Präsidium als die leitenden Organe hatten ihren Sitz in Dresden. Seine wichtigsten Aufgaben waren der Katastrophen- und Bevölkerungsschutz, die Verbreitungsarbeit, die Durchführung des Rettungsdienstes in Form der Schnellen Medizinischen Hilfe (SMH) und die Gesundheitserziehung. Bereits 1952 und 1953 wurde der Krankentransport in der DDR einheitlich geregelt. Ab Januar 1953 übernahm das DRK der DDR die Verantwortung für die Durchführung des Krankentransportes in der DDR. Im Jahr 1961 waren in der DDR bereits 3561 Krankentransporteure beim DRK angestellt. Für den Bereich des Bevölkerungsschutzes unterstand das DRK dem Ministerium des Innern. Weitere Tätigkeitsfelder waren der Bereich der Pflege und Altenversorgung, das Blutspendewesen, der Suchdienst sowie die Wasser-, Berg- und Grubenrettungsdienste. Präsident des DRK der DDR von seiner Gründung bis 1981 war der Militärarzt Werner Ludwig.
Das DRK in der DDR erfüllte neben den Aufgaben, die sich direkt oder indirekt aus der Tätigkeit als nationale Gesellschaft vom Roten Kreuz ergaben, darüber hinaus auch die einer Massenorganisation. Jeder größere Betrieb hatte ebenso wie Wohngebiete eine Grundorganisation des DRK, von denen es republikweit etwa 14.000 gab. Über den Grundorganisationen existierten Stadtbezirks-, Kreis- und Bezirkskomitees als weitere Organisationsebenen. DRK-Arbeit galt als „gesellschaftliche Tätigkeit“, sie wurde der beruflichen Arbeit gleich gewertet und man wurde für Ausbildungen und Einsätze teilweise bezahlt von der Arbeit freigestellt. Die Zahl der erwachsenen Mitglieder betrug Mitte der 1980er Jahre rund 650.000 Menschen.
Daneben gab es die Form des unterstützenden Freundeskreises für Nicht-Mitglieder, die mit einem kleinen Monatsbeitrag die Arbeit der Organisation unterstützen konnten.
Am Anfang der Mitgliedschaft stand die kostenlose Ausbildung zum Gesundheitshelfer (Erste Hilfe), wer wollte, konnte auch einen Kurs für häusliche Krankenpflege besuchen. Die Einsätze erfolgten bei Theater- und Konzertaufführungen, Großveranstaltungen vor allem im Sport, Krankenhäusern, Pflegeheimen oder beim DRK-Bahnhofsdienst. Es wurde eine kleine Entschädigung gezahlt. Das DRK der DDR hatte eine eigene Zeitschrift (Deutsches Rotes Kreuz). Als Vorbild galt Albert Schweitzer, aber auch die Tradition der Arbeitersamariter.
Folgende Persönlichkeiten waren Präsident des Deutschen Roten Kreuzes der DDR:
| Zeitraum    | Präsident            |
| ----------- | -------------------- |
| 1952 – 1981 | Werner Ludwig        |
| 1981 – 1986 | Siegfried Akkermann  |
| 1987 – 1989 | Gerhard Rehwald      |
| 1989 – 1990 | Karl-Heinz Borgwardt |
| 1990        | Christoph Brückner   |

### Deutsch-deutsche Rotkreuzgespräche und Wiedervereinigung
Rotkreuz-Kontakte zwischen den beiden Rotkreuz-Gesellschaften hat es fortlaufend gegeben. Kurz nach Gründung des DRK der DDR suchte dessen Präsident Werner Ludwig Kontakt zu seinem westdeutschen Kollegen, dem DRK-Präsidenten Heinrich Weitz und schlug eine Zusammenarbeit der beiden deutschen Rotkreuzorganisationen vor. Ein erstes Treffen fand am 7. Juli 1954 statt. Zunächst konnte eine Zusammenarbeit im Bereich des DRK-Suchdienstes vereinbart werden. Zwischen den Jahren 1954 und 1957 gab es ca. 20 Zusammenkünfte zwischen beiden Gesellschaften.

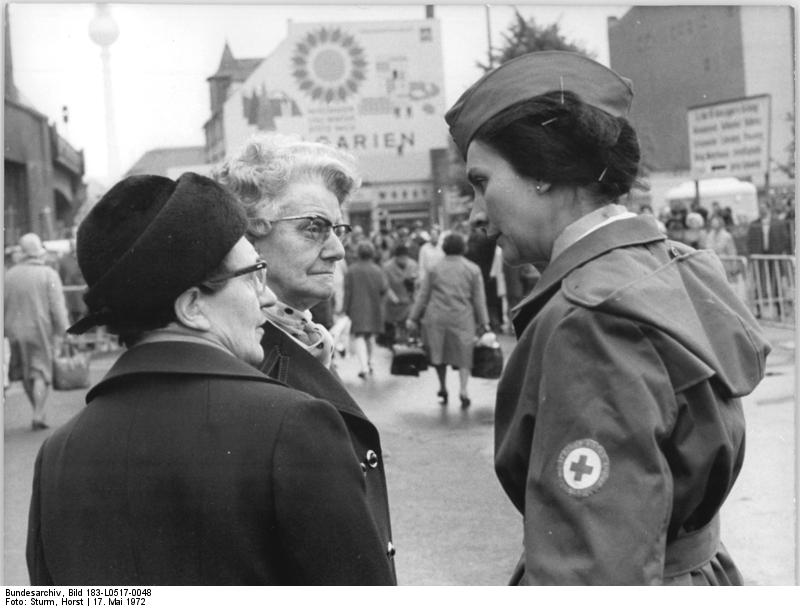
DRK-Helferin am S-Bahnhof Friedrichstraße, Berlin (Bild: Bundesarchiv)

Trotz des Mauerbaus riss der Kontakt nicht ab, wenn er auch schwieriger wurde. So war das Rote Kreuz beider Staaten in Beratungen involviert, um das Passierscheinabkommen durchzuführen bzw. um Familienzusammenführungen zu erleichtern. Das DRK der DDR unterließ es aber auch nicht, zum Beispiel die westdeutsche Rotkreuzführung unter Präsident Hans Ritter von Lex und dessen Vizepräsidenten, Walter Bargatzky, zu verunglimpfen. Aber trotz deutlicher Abkühlung der deutsch-deutschen Rotkreuzgespräche, fanden weitere Treffen auf hochrangiger Ebene statt. Vielfach boten auch die Internationalen Rotkreuz-Konferenzen Möglichkeiten, sich zwischen den beiden Gesellschaften auszutauschen.
Einen Jugendaustausch zwischen den beiden Jugendorganisationen gab es seit Anfang der 1980er Jahre. Eine erste Gruppe aus der DDR konnte im Jahr 1984 am Internationalen Erste-Hilfe-Turnier in Hamburg teilnehmen.
Der Fall der Mauer brachte für beide Gesellschaften große Veränderungen mit sich. Die amtierenden Rotkreuz-Präsidenten, auf der westdeutschen Seite Botho Prinz zu Sayn-Wittgenstein-Hohenstein, auf der ostdeutschen Seite seit 7. April 1990 Christoph Brückner, arbeiteten vertrauensvoll und zukunftsweisend auf eine neue, gesamtdeutsche, Rotkreuzorganisation hin.
Mit dem Vertrag über die Herstellung der Einheit des DRK vom 8. November 1990 und dem am 6. Oktober 1990 gefassten Beschluss der Hauptversammlung über die Auflösung des DRK der DDR zum 31. Dezember 1990 endete dessen Geschichte als Dachverband der Rotkreuzorganisationen in der DDR; die zuvor neugegründeten DRK-Landesverbände Berlin (Ost), Brandenburg, Mecklenburg-Vorpommern, Sachsen, Sachsen-Anhalt und Thüringen blieben jedoch bestehen. Auf einer gemeinsamen Bundesversammlung des DRK am 9. November 1990 wurden diese neuen Landesverbände mit Wirkung zum 1. Januar 1991 in das Deutsche Rote Kreuz der Bundesrepublik Deutschland aufgenommen.

## Präsidenten des DRK

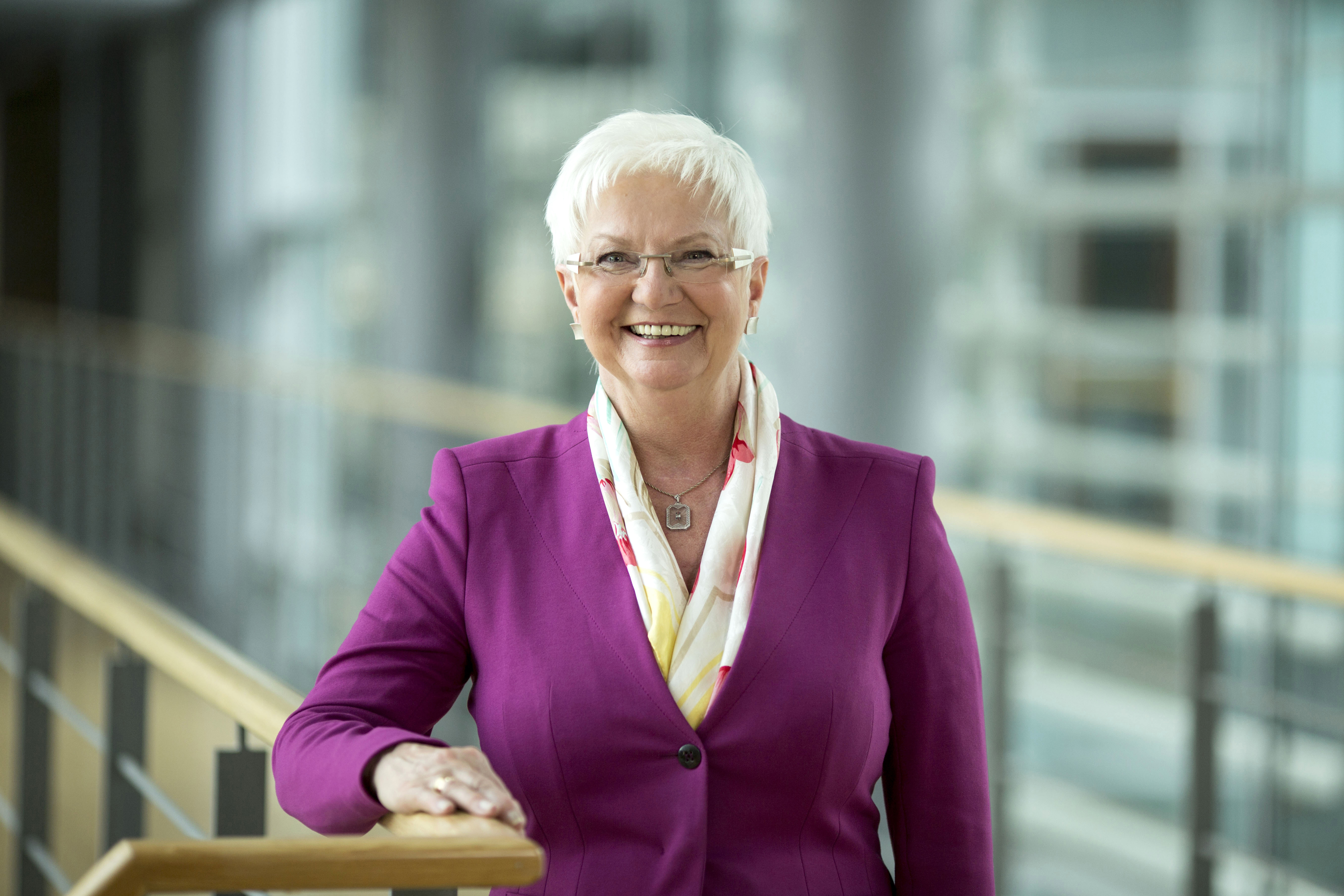
Gerda Hasselfeldt, seit 2017 Präsidentin des Deutschen Roten Kreuzes

| Zeitraum    | Präsident                                   |
| ----------- | ------------------------------------------- |
| 1921 – 1933 | Joachim von Winterfeldt-Menkin              |
| 1933 – 1945 | Carl Eduard von Sachsen-Coburg und Gotha    |
| 1950 – 1952 | Otto Geßler                                 |
| 1952 – 1961 | Heinrich Weitz                              |
| 1961 – 1967 | Hans Ritter von Lex                         |
| 1967 – 1982 | Walter Bargatzky                            |
| 1982 – 1994 | Botho Prinz zu Sayn-Wittgenstein-Hohenstein |
| 1994 – 2003 | Knut Ipsen                                  |
| 2003 – 2017 | Rudolf Seiters                              |
| seit 2017   | Gerda Hasselfeldt                           |

## Generalsekretäre des DRK

### Bis zum Ende des Zweiten Weltkrieges
| Zeitraum    | Generalsekretär                                     |
| ----------- | --------------------------------------------------- |
| 1887 – 1903 | Otto Liebner                                        |
| 1903 – 1920 | Ludwig Kimmle                                       |
| 1920 – 1921 | Thode                                               |
| 1921 – 1924 | Paul Draudt                                         |
| 1924 – 1934 | Wolfram Freiherr von Rotenhan                       |
| 1935 – 1945 | Ernst-Robert Grawitz (Geschäftsführender Präsident) |

### Generalsekretäre des Roten Kreuzes in der DDR
| Zeitraum    | Generalsekretär      |
| ----------- | -------------------- |
| 1953 – 1954 | Friedrich Mehlmack   |
| 1954 – 1960 | Hans Schwöbel        |
| 1960 – 1966 | Waldemar Röhricht    |
| 1966 – 1990 | Johannes Hengst      |
| 1990        | Karl-Heinz Borgwardt |

### Generalsekretäre des DRK in der Bundesrepublik Deutschland
| Zeitraum    | Generalsekretär                |
| ----------- | ------------------------------ |
| 1950 – 1957 | Walther Georg Hartmann         |
| 1958 – 1976 | Anton Schlögel                 |
| 1976 – 1984 | Hans-Jürgen Schilling          |
| 1984 – 1990 | Hermann Schmitz-Wenzel         |
| 1990 – 2001 | Johann Wilhelm Römer           |
| 2001 – 2002 | Hans-Jürgen Schilling          |
| 2003 – 2014 | Clemens Graf von Waldburg-Zeil |
| seit 2015   | Christian Reuter               |

## Kritik
Als Hauptkritikpunkt am Deutschen Roten Kreuz nach dem Zweiten Weltkrieg wird gesehen, dass die sehr stark föderale Struktur eine Kontrolle und Lenkung von oben nach unten deutlich erschwert. Dies begünstigt regelmäßig Skandale in Untergliederungen, zum Beispiel der „Blutbeutelskandal“ (1999) bei einem Blutspendedienst, bei dem bestechliche Führungskräfte überteuerte Medizinprodukte eingekauft hatten oder die von der Kreiszeitung Syke 2006 und von Monitor 2007 aufgedeckte Schwarzarbeit im Rettungsdienst. Auf der anderen Seite hat die föderale Struktur auch Vorteile, denn die Gliederung kann sich so besser auf die örtlichen Gegebenheiten einstellen.
Diese Kritik sowie die Notwendigkeit, mit den regelfinanzierten Leistungen im Gesundheitswesen, in der Pflege und zunehmend im Bereich des Rettungsdienstes mit immer stärkeren Marktkräften Schritt halten zu können, war der Auslöser einer Neuorganisation. Unter dem Titel Strategie 2010plus wurden in einer im März 2009 neu gefassten Bundessatzung (Eintrag ins Vereinsregister 11/09) die Zuständigkeiten und die Eingriffsrechte der Ebenen Bund, Länder und Kreise neu geregelt und ein Managementsystem zur übergreifenden Umsetzung gemeinsamer Standards geregelt. Weitere Elemente der Neuorganisation sind die Trennung zwischen Aufsicht und Exekutive und die Herstellung von Transparenz auf allen Ebenen. Ziel ist die Konzentration auf die ideelle Ausrichtung und die Steuerungsfähigkeit des Gesamtverbandes.

## Weitere Einrichtungen
- Die Fachhochschule im Deutschen Roten Kreuz in Göttingen bestand von 2003 bis 2008 und bot die Studiengänge Sozialmanagement und Pflegemanagement an. Sie wurde wegen unsicherer Finanzierung eingestellt.
- Der Fachausschuss Humanitäres Völkerrecht berät das Präsidium des DRK.